# Ataque Grob
O Ataque Grob (ECO A00) é uma abertura de xadrez não-convencional na qual as Brancas começam com a jogada:
1. g4
Embora tenha um vários seguidores, é amplamente considerado um dos piores primeiros movimentos possíveis para as brancas. O Mestre Internacional (MI) John Watson escreve: "Até onde eu sei, 1 g4 compete com 1. h4 pela honra de ser o pior primeiro movimento das Brancas. Contra um oponente informado ou habilidoso, é simplesmente masoquista."

## Histórico e uso
A abertura leva o nome do IM suíço Henry Grob (1904–1974), que a analisou extensivamente e jogou centenas de jogos por correspondência com ela. Na análise da coluna de jornal de Grob sobre esta abertura, ele se referiu a ela como Abertura Spike, um nome que ainda é usado ocasionalmente. Outras referências anteriores usaram o nome Abertura Ahlhausen, em homenagem a Carl Ahlhausen (1835–1892) de Berlim, um dos primeiros a jogar 1.g4. Savielly Tartakower às vezes tocava essa abertura em exibições simultâneas e a chamava de Abertura de Gênova ou San Pier D'Arena, em homenagem à cidade e subúrbio de Gênova onde a usou pela primeira vez. Na República Tcheca e na Eslováquia, 1.g4 é chamado de Abertura de Fric,  e em outras partes do mundo é chamada de Abertura de Kolibri.
Juntamente com vários outros primeiros movimentos incomuns para as Brancas, o Grob é classificado sob o código A00 (" aberturas irregulares " ou "aberturas incomuns") na Enciclopédia de Aberturas de Xadrez. As brancas têm três planos principais: apoiar o peão g4 com h3; pressionar contra d5 ou na diagonal h1–a8, impedindo as pretas de jogar ...Bxg4 (por exemplo, 1.g4 d5 2. Bg2 Bxg4 3.c4, explorando a imobilização contra o peão-b7); ou avançar o peão-h em um ataque no flanco do rei.
Talvez o jogo de maior destaque para apresentar o Grob foi quando Michael Basman derrotou o grande mestre e renomado teórico John Nunn com ele em 1978. O Grob também foi forçado a Anatoly Karpov pelo ex-premier soviético Mikhail Gorbachev em um amistoso contra Susan Polgar em Lindsborg, Kansas 2005. Gorbachev fez o primeiro movimento cerimonial e jogou 1.g4. Normalmente, os jogadores podem simplesmente retrair movimentos cerimoniais de que não gostam. Nesse caso, Gorbachev insistiu que Karpov continuasse jogando, dizendo que queria "causar algumas dificuldades para o jogador mais velho". 
O Grob foi incluído no livro de abertura da superfinal da 12ª temporada do TCEC - Top Chess Engine Championship (abril a julho de 2018). Ambos os finalistas, Stockfish e Komodo, avaliaram a posição após 1.g4 como uma clara vantagem para as Pretas, e ambos falharam em defender a posição das Brancas.

## Respostas
O MI Michael Basman e o Grande Mestre Spyridon Skembris são defensores da abertura. Eles consideram a abertura como um fator-surpresa, e é improvável que o jogador médio saiba como refutá-la e mais propenso a ficar confiante demais e cometer erros. Além disso, a falta de teoria nessa linha pode anular o repertório de um adversário experiente. O jogo intuitivo das pretas pode levar a armadilhas perigosas. Muitas dessas armadilhas dependem da resposta das pretas com 1...d5, atacando o peão com o bispo da dama. As brancas podem sacrificar o peão com 2. Bg2 Bxg4 3.c4 com Db3 a seguir, dando às brancas alguma pressão contra as casas enfraquecidas d5 e b7.
|   | a | b | c | d | e | f | g | h |   |
| 8 | a8 preto torre · b8 preto cavalo · d8 preto rainha · e8 preto rei · f8 preto bispo · g8 preto cavalo · h8 preto torre · a7 preto peão · b7 preto peão · c7 preto peão · e7 preto peão · f7 preto peão · g7 preto peão · h7 preto peão · d5 preto peão · c4 branco peão · g4 preto bispo · a2 branco peão · b2 branco peão · d2 branco peão · e2 branco peão · f2 branco peão · g2 branco bispo · h2 branco peão · a1 branco torre · b1 branco cavalo · c1 branco bispo · d1 branco rainha · e1 branco rei · g1 branco cavalo · h1 branco torre | a8 preto torre · b8 preto cavalo · d8 preto rainha · e8 preto rei · f8 preto bispo · g8 preto cavalo · h8 preto torre · a7 preto peão · b7 preto peão · c7 preto peão · e7 preto peão · f7 preto peão · g7 preto peão · h7 preto peão · d5 preto peão · c4 branco peão · g4 preto bispo · a2 branco peão · b2 branco peão · d2 branco peão · e2 branco peão · f2 branco peão · g2 branco bispo · h2 branco peão · a1 branco torre · b1 branco cavalo · c1 branco bispo · d1 branco rainha · e1 branco rei · g1 branco cavalo · h1 branco torre | a8 preto torre · b8 preto cavalo · d8 preto rainha · e8 preto rei · f8 preto bispo · g8 preto cavalo · h8 preto torre · a7 preto peão · b7 preto peão · c7 preto peão · e7 preto peão · f7 preto peão · g7 preto peão · h7 preto peão · d5 preto peão · c4 branco peão · g4 preto bispo · a2 branco peão · b2 branco peão · d2 branco peão · e2 branco peão · f2 branco peão · g2 branco bispo · h2 branco peão · a1 branco torre · b1 branco cavalo · c1 branco bispo · d1 branco rainha · e1 branco rei · g1 branco cavalo · h1 branco torre | a8 preto torre · b8 preto cavalo · d8 preto rainha · e8 preto rei · f8 preto bispo · g8 preto cavalo · h8 preto torre · a7 preto peão · b7 preto peão · c7 preto peão · e7 preto peão · f7 preto peão · g7 preto peão · h7 preto peão · d5 preto peão · c4 branco peão · g4 preto bispo · a2 branco peão · b2 branco peão · d2 branco peão · e2 branco peão · f2 branco peão · g2 branco bispo · h2 branco peão · a1 branco torre · b1 branco cavalo · c1 branco bispo · d1 branco rainha · e1 branco rei · g1 branco cavalo · h1 branco torre | a8 preto torre · b8 preto cavalo · d8 preto rainha · e8 preto rei · f8 preto bispo · g8 preto cavalo · h8 preto torre · a7 preto peão · b7 preto peão · c7 preto peão · e7 preto peão · f7 preto peão · g7 preto peão · h7 preto peão · d5 preto peão · c4 branco peão · g4 preto bispo · a2 branco peão · b2 branco peão · d2 branco peão · e2 branco peão · f2 branco peão · g2 branco bispo · h2 branco peão · a1 branco torre · b1 branco cavalo · c1 branco bispo · d1 branco rainha · e1 branco rei · g1 branco cavalo · h1 branco torre | a8 preto torre · b8 preto cavalo · d8 preto rainha · e8 preto rei · f8 preto bispo · g8 preto cavalo · h8 preto torre · a7 preto peão · b7 preto peão · c7 preto peão · e7 preto peão · f7 preto peão · g7 preto peão · h7 preto peão · d5 preto peão · c4 branco peão · g4 preto bispo · a2 branco peão · b2 branco peão · d2 branco peão · e2 branco peão · f2 branco peão · g2 branco bispo · h2 branco peão · a1 branco torre · b1 branco cavalo · c1 branco bispo · d1 branco rainha · e1 branco rei · g1 branco cavalo · h1 branco torre | a8 preto torre · b8 preto cavalo · d8 preto rainha · e8 preto rei · f8 preto bispo · g8 preto cavalo · h8 preto torre · a7 preto peão · b7 preto peão · c7 preto peão · e7 preto peão · f7 preto peão · g7 preto peão · h7 preto peão · d5 preto peão · c4 branco peão · g4 preto bispo · a2 branco peão · b2 branco peão · d2 branco peão · e2 branco peão · f2 branco peão · g2 branco bispo · h2 branco peão · a1 branco torre · b1 branco cavalo · c1 branco bispo · d1 branco rainha · e1 branco rei · g1 branco cavalo · h1 branco torre | a8 preto torre · b8 preto cavalo · d8 preto rainha · e8 preto rei · f8 preto bispo · g8 preto cavalo · h8 preto torre · a7 preto peão · b7 preto peão · c7 preto peão · e7 preto peão · f7 preto peão · g7 preto peão · h7 preto peão · d5 preto peão · c4 branco peão · g4 preto bispo · a2 branco peão · b2 branco peão · d2 branco peão · e2 branco peão · f2 branco peão · g2 branco bispo · h2 branco peão · a1 branco torre · b1 branco cavalo · c1 branco bispo · d1 branco rainha · e1 branco rei · g1 branco cavalo · h1 branco torre | 8 |
| 7 | a8 preto torre · b8 preto cavalo · d8 preto rainha · e8 preto rei · f8 preto bispo · g8 preto cavalo · h8 preto torre · a7 preto peão · b7 preto peão · c7 preto peão · e7 preto peão · f7 preto peão · g7 preto peão · h7 preto peão · d5 preto peão · c4 branco peão · g4 preto bispo · a2 branco peão · b2 branco peão · d2 branco peão · e2 branco peão · f2 branco peão · g2 branco bispo · h2 branco peão · a1 branco torre · b1 branco cavalo · c1 branco bispo · d1 branco rainha · e1 branco rei · g1 branco cavalo · h1 branco torre | a8 preto torre · b8 preto cavalo · d8 preto rainha · e8 preto rei · f8 preto bispo · g8 preto cavalo · h8 preto torre · a7 preto peão · b7 preto peão · c7 preto peão · e7 preto peão · f7 preto peão · g7 preto peão · h7 preto peão · d5 preto peão · c4 branco peão · g4 preto bispo · a2 branco peão · b2 branco peão · d2 branco peão · e2 branco peão · f2 branco peão · g2 branco bispo · h2 branco peão · a1 branco torre · b1 branco cavalo · c1 branco bispo · d1 branco rainha · e1 branco rei · g1 branco cavalo · h1 branco torre | a8 preto torre · b8 preto cavalo · d8 preto rainha · e8 preto rei · f8 preto bispo · g8 preto cavalo · h8 preto torre · a7 preto peão · b7 preto peão · c7 preto peão · e7 preto peão · f7 preto peão · g7 preto peão · h7 preto peão · d5 preto peão · c4 branco peão · g4 preto bispo · a2 branco peão · b2 branco peão · d2 branco peão · e2 branco peão · f2 branco peão · g2 branco bispo · h2 branco peão · a1 branco torre · b1 branco cavalo · c1 branco bispo · d1 branco rainha · e1 branco rei · g1 branco cavalo · h1 branco torre | a8 preto torre · b8 preto cavalo · d8 preto rainha · e8 preto rei · f8 preto bispo · g8 preto cavalo · h8 preto torre · a7 preto peão · b7 preto peão · c7 preto peão · e7 preto peão · f7 preto peão · g7 preto peão · h7 preto peão · d5 preto peão · c4 branco peão · g4 preto bispo · a2 branco peão · b2 branco peão · d2 branco peão · e2 branco peão · f2 branco peão · g2 branco bispo · h2 branco peão · a1 branco torre · b1 branco cavalo · c1 branco bispo · d1 branco rainha · e1 branco rei · g1 branco cavalo · h1 branco torre | a8 preto torre · b8 preto cavalo · d8 preto rainha · e8 preto rei · f8 preto bispo · g8 preto cavalo · h8 preto torre · a7 preto peão · b7 preto peão · c7 preto peão · e7 preto peão · f7 preto peão · g7 preto peão · h7 preto peão · d5 preto peão · c4 branco peão · g4 preto bispo · a2 branco peão · b2 branco peão · d2 branco peão · e2 branco peão · f2 branco peão · g2 branco bispo · h2 branco peão · a1 branco torre · b1 branco cavalo · c1 branco bispo · d1 branco rainha · e1 branco rei · g1 branco cavalo · h1 branco torre | a8 preto torre · b8 preto cavalo · d8 preto rainha · e8 preto rei · f8 preto bispo · g8 preto cavalo · h8 preto torre · a7 preto peão · b7 preto peão · c7 preto peão · e7 preto peão · f7 preto peão · g7 preto peão · h7 preto peão · d5 preto peão · c4 branco peão · g4 preto bispo · a2 branco peão · b2 branco peão · d2 branco peão · e2 branco peão · f2 branco peão · g2 branco bispo · h2 branco peão · a1 branco torre · b1 branco cavalo · c1 branco bispo · d1 branco rainha · e1 branco rei · g1 branco cavalo · h1 branco torre | a8 preto torre · b8 preto cavalo · d8 preto rainha · e8 preto rei · f8 preto bispo · g8 preto cavalo · h8 preto torre · a7 preto peão · b7 preto peão · c7 preto peão · e7 preto peão · f7 preto peão · g7 preto peão · h7 preto peão · d5 preto peão · c4 branco peão · g4 preto bispo · a2 branco peão · b2 branco peão · d2 branco peão · e2 branco peão · f2 branco peão · g2 branco bispo · h2 branco peão · a1 branco torre · b1 branco cavalo · c1 branco bispo · d1 branco rainha · e1 branco rei · g1 branco cavalo · h1 branco torre | a8 preto torre · b8 preto cavalo · d8 preto rainha · e8 preto rei · f8 preto bispo · g8 preto cavalo · h8 preto torre · a7 preto peão · b7 preto peão · c7 preto peão · e7 preto peão · f7 preto peão · g7 preto peão · h7 preto peão · d5 preto peão · c4 branco peão · g4 preto bispo · a2 branco peão · b2 branco peão · d2 branco peão · e2 branco peão · f2 branco peão · g2 branco bispo · h2 branco peão · a1 branco torre · b1 branco cavalo · c1 branco bispo · d1 branco rainha · e1 branco rei · g1 branco cavalo · h1 branco torre | 7 |
| 6 | a8 preto torre · b8 preto cavalo · d8 preto rainha · e8 preto rei · f8 preto bispo · g8 preto cavalo · h8 preto torre · a7 preto peão · b7 preto peão · c7 preto peão · e7 preto peão · f7 preto peão · g7 preto peão · h7 preto peão · d5 preto peão · c4 branco peão · g4 preto bispo · a2 branco peão · b2 branco peão · d2 branco peão · e2 branco peão · f2 branco peão · g2 branco bispo · h2 branco peão · a1 branco torre · b1 branco cavalo · c1 branco bispo · d1 branco rainha · e1 branco rei · g1 branco cavalo · h1 branco torre | a8 preto torre · b8 preto cavalo · d8 preto rainha · e8 preto rei · f8 preto bispo · g8 preto cavalo · h8 preto torre · a7 preto peão · b7 preto peão · c7 preto peão · e7 preto peão · f7 preto peão · g7 preto peão · h7 preto peão · d5 preto peão · c4 branco peão · g4 preto bispo · a2 branco peão · b2 branco peão · d2 branco peão · e2 branco peão · f2 branco peão · g2 branco bispo · h2 branco peão · a1 branco torre · b1 branco cavalo · c1 branco bispo · d1 branco rainha · e1 branco rei · g1 branco cavalo · h1 branco torre | a8 preto torre · b8 preto cavalo · d8 preto rainha · e8 preto rei · f8 preto bispo · g8 preto cavalo · h8 preto torre · a7 preto peão · b7 preto peão · c7 preto peão · e7 preto peão · f7 preto peão · g7 preto peão · h7 preto peão · d5 preto peão · c4 branco peão · g4 preto bispo · a2 branco peão · b2 branco peão · d2 branco peão · e2 branco peão · f2 branco peão · g2 branco bispo · h2 branco peão · a1 branco torre · b1 branco cavalo · c1 branco bispo · d1 branco rainha · e1 branco rei · g1 branco cavalo · h1 branco torre | a8 preto torre · b8 preto cavalo · d8 preto rainha · e8 preto rei · f8 preto bispo · g8 preto cavalo · h8 preto torre · a7 preto peão · b7 preto peão · c7 preto peão · e7 preto peão · f7 preto peão · g7 preto peão · h7 preto peão · d5 preto peão · c4 branco peão · g4 preto bispo · a2 branco peão · b2 branco peão · d2 branco peão · e2 branco peão · f2 branco peão · g2 branco bispo · h2 branco peão · a1 branco torre · b1 branco cavalo · c1 branco bispo · d1 branco rainha · e1 branco rei · g1 branco cavalo · h1 branco torre | a8 preto torre · b8 preto cavalo · d8 preto rainha · e8 preto rei · f8 preto bispo · g8 preto cavalo · h8 preto torre · a7 preto peão · b7 preto peão · c7 preto peão · e7 preto peão · f7 preto peão · g7 preto peão · h7 preto peão · d5 preto peão · c4 branco peão · g4 preto bispo · a2 branco peão · b2 branco peão · d2 branco peão · e2 branco peão · f2 branco peão · g2 branco bispo · h2 branco peão · a1 branco torre · b1 branco cavalo · c1 branco bispo · d1 branco rainha · e1 branco rei · g1 branco cavalo · h1 branco torre | a8 preto torre · b8 preto cavalo · d8 preto rainha · e8 preto rei · f8 preto bispo · g8 preto cavalo · h8 preto torre · a7 preto peão · b7 preto peão · c7 preto peão · e7 preto peão · f7 preto peão · g7 preto peão · h7 preto peão · d5 preto peão · c4 branco peão · g4 preto bispo · a2 branco peão · b2 branco peão · d2 branco peão · e2 branco peão · f2 branco peão · g2 branco bispo · h2 branco peão · a1 branco torre · b1 branco cavalo · c1 branco bispo · d1 branco rainha · e1 branco rei · g1 branco cavalo · h1 branco torre | a8 preto torre · b8 preto cavalo · d8 preto rainha · e8 preto rei · f8 preto bispo · g8 preto cavalo · h8 preto torre · a7 preto peão · b7 preto peão · c7 preto peão · e7 preto peão · f7 preto peão · g7 preto peão · h7 preto peão · d5 preto peão · c4 branco peão · g4 preto bispo · a2 branco peão · b2 branco peão · d2 branco peão · e2 branco peão · f2 branco peão · g2 branco bispo · h2 branco peão · a1 branco torre · b1 branco cavalo · c1 branco bispo · d1 branco rainha · e1 branco rei · g1 branco cavalo · h1 branco torre | a8 preto torre · b8 preto cavalo · d8 preto rainha · e8 preto rei · f8 preto bispo · g8 preto cavalo · h8 preto torre · a7 preto peão · b7 preto peão · c7 preto peão · e7 preto peão · f7 preto peão · g7 preto peão · h7 preto peão · d5 preto peão · c4 branco peão · g4 preto bispo · a2 branco peão · b2 branco peão · d2 branco peão · e2 branco peão · f2 branco peão · g2 branco bispo · h2 branco peão · a1 branco torre · b1 branco cavalo · c1 branco bispo · d1 branco rainha · e1 branco rei · g1 branco cavalo · h1 branco torre | 6 |
| 5 | a8 preto torre · b8 preto cavalo · d8 preto rainha · e8 preto rei · f8 preto bispo · g8 preto cavalo · h8 preto torre · a7 preto peão · b7 preto peão · c7 preto peão · e7 preto peão · f7 preto peão · g7 preto peão · h7 preto peão · d5 preto peão · c4 branco peão · g4 preto bispo · a2 branco peão · b2 branco peão · d2 branco peão · e2 branco peão · f2 branco peão · g2 branco bispo · h2 branco peão · a1 branco torre · b1 branco cavalo · c1 branco bispo · d1 branco rainha · e1 branco rei · g1 branco cavalo · h1 branco torre | a8 preto torre · b8 preto cavalo · d8 preto rainha · e8 preto rei · f8 preto bispo · g8 preto cavalo · h8 preto torre · a7 preto peão · b7 preto peão · c7 preto peão · e7 preto peão · f7 preto peão · g7 preto peão · h7 preto peão · d5 preto peão · c4 branco peão · g4 preto bispo · a2 branco peão · b2 branco peão · d2 branco peão · e2 branco peão · f2 branco peão · g2 branco bispo · h2 branco peão · a1 branco torre · b1 branco cavalo · c1 branco bispo · d1 branco rainha · e1 branco rei · g1 branco cavalo · h1 branco torre | a8 preto torre · b8 preto cavalo · d8 preto rainha · e8 preto rei · f8 preto bispo · g8 preto cavalo · h8 preto torre · a7 preto peão · b7 preto peão · c7 preto peão · e7 preto peão · f7 preto peão · g7 preto peão · h7 preto peão · d5 preto peão · c4 branco peão · g4 preto bispo · a2 branco peão · b2 branco peão · d2 branco peão · e2 branco peão · f2 branco peão · g2 branco bispo · h2 branco peão · a1 branco torre · b1 branco cavalo · c1 branco bispo · d1 branco rainha · e1 branco rei · g1 branco cavalo · h1 branco torre | a8 preto torre · b8 preto cavalo · d8 preto rainha · e8 preto rei · f8 preto bispo · g8 preto cavalo · h8 preto torre · a7 preto peão · b7 preto peão · c7 preto peão · e7 preto peão · f7 preto peão · g7 preto peão · h7 preto peão · d5 preto peão · c4 branco peão · g4 preto bispo · a2 branco peão · b2 branco peão · d2 branco peão · e2 branco peão · f2 branco peão · g2 branco bispo · h2 branco peão · a1 branco torre · b1 branco cavalo · c1 branco bispo · d1 branco rainha · e1 branco rei · g1 branco cavalo · h1 branco torre | a8 preto torre · b8 preto cavalo · d8 preto rainha · e8 preto rei · f8 preto bispo · g8 preto cavalo · h8 preto torre · a7 preto peão · b7 preto peão · c7 preto peão · e7 preto peão · f7 preto peão · g7 preto peão · h7 preto peão · d5 preto peão · c4 branco peão · g4 preto bispo · a2 branco peão · b2 branco peão · d2 branco peão · e2 branco peão · f2 branco peão · g2 branco bispo · h2 branco peão · a1 branco torre · b1 branco cavalo · c1 branco bispo · d1 branco rainha · e1 branco rei · g1 branco cavalo · h1 branco torre | a8 preto torre · b8 preto cavalo · d8 preto rainha · e8 preto rei · f8 preto bispo · g8 preto cavalo · h8 preto torre · a7 preto peão · b7 preto peão · c7 preto peão · e7 preto peão · f7 preto peão · g7 preto peão · h7 preto peão · d5 preto peão · c4 branco peão · g4 preto bispo · a2 branco peão · b2 branco peão · d2 branco peão · e2 branco peão · f2 branco peão · g2 branco bispo · h2 branco peão · a1 branco torre · b1 branco cavalo · c1 branco bispo · d1 branco rainha · e1 branco rei · g1 branco cavalo · h1 branco torre | a8 preto torre · b8 preto cavalo · d8 preto rainha · e8 preto rei · f8 preto bispo · g8 preto cavalo · h8 preto torre · a7 preto peão · b7 preto peão · c7 preto peão · e7 preto peão · f7 preto peão · g7 preto peão · h7 preto peão · d5 preto peão · c4 branco peão · g4 preto bispo · a2 branco peão · b2 branco peão · d2 branco peão · e2 branco peão · f2 branco peão · g2 branco bispo · h2 branco peão · a1 branco torre · b1 branco cavalo · c1 branco bispo · d1 branco rainha · e1 branco rei · g1 branco cavalo · h1 branco torre | a8 preto torre · b8 preto cavalo · d8 preto rainha · e8 preto rei · f8 preto bispo · g8 preto cavalo · h8 preto torre · a7 preto peão · b7 preto peão · c7 preto peão · e7 preto peão · f7 preto peão · g7 preto peão · h7 preto peão · d5 preto peão · c4 branco peão · g4 preto bispo · a2 branco peão · b2 branco peão · d2 branco peão · e2 branco peão · f2 branco peão · g2 branco bispo · h2 branco peão · a1 branco torre · b1 branco cavalo · c1 branco bispo · d1 branco rainha · e1 branco rei · g1 branco cavalo · h1 branco torre | 5 |
| 4 | a8 preto torre · b8 preto cavalo · d8 preto rainha · e8 preto rei · f8 preto bispo · g8 preto cavalo · h8 preto torre · a7 preto peão · b7 preto peão · c7 preto peão · e7 preto peão · f7 preto peão · g7 preto peão · h7 preto peão · d5 preto peão · c4 branco peão · g4 preto bispo · a2 branco peão · b2 branco peão · d2 branco peão · e2 branco peão · f2 branco peão · g2 branco bispo · h2 branco peão · a1 branco torre · b1 branco cavalo · c1 branco bispo · d1 branco rainha · e1 branco rei · g1 branco cavalo · h1 branco torre | a8 preto torre · b8 preto cavalo · d8 preto rainha · e8 preto rei · f8 preto bispo · g8 preto cavalo · h8 preto torre · a7 preto peão · b7 preto peão · c7 preto peão · e7 preto peão · f7 preto peão · g7 preto peão · h7 preto peão · d5 preto peão · c4 branco peão · g4 preto bispo · a2 branco peão · b2 branco peão · d2 branco peão · e2 branco peão · f2 branco peão · g2 branco bispo · h2 branco peão · a1 branco torre · b1 branco cavalo · c1 branco bispo · d1 branco rainha · e1 branco rei · g1 branco cavalo · h1 branco torre | a8 preto torre · b8 preto cavalo · d8 preto rainha · e8 preto rei · f8 preto bispo · g8 preto cavalo · h8 preto torre · a7 preto peão · b7 preto peão · c7 preto peão · e7 preto peão · f7 preto peão · g7 preto peão · h7 preto peão · d5 preto peão · c4 branco peão · g4 preto bispo · a2 branco peão · b2 branco peão · d2 branco peão · e2 branco peão · f2 branco peão · g2 branco bispo · h2 branco peão · a1 branco torre · b1 branco cavalo · c1 branco bispo · d1 branco rainha · e1 branco rei · g1 branco cavalo · h1 branco torre | a8 preto torre · b8 preto cavalo · d8 preto rainha · e8 preto rei · f8 preto bispo · g8 preto cavalo · h8 preto torre · a7 preto peão · b7 preto peão · c7 preto peão · e7 preto peão · f7 preto peão · g7 preto peão · h7 preto peão · d5 preto peão · c4 branco peão · g4 preto bispo · a2 branco peão · b2 branco peão · d2 branco peão · e2 branco peão · f2 branco peão · g2 branco bispo · h2 branco peão · a1 branco torre · b1 branco cavalo · c1 branco bispo · d1 branco rainha · e1 branco rei · g1 branco cavalo · h1 branco torre | a8 preto torre · b8 preto cavalo · d8 preto rainha · e8 preto rei · f8 preto bispo · g8 preto cavalo · h8 preto torre · a7 preto peão · b7 preto peão · c7 preto peão · e7 preto peão · f7 preto peão · g7 preto peão · h7 preto peão · d5 preto peão · c4 branco peão · g4 preto bispo · a2 branco peão · b2 branco peão · d2 branco peão · e2 branco peão · f2 branco peão · g2 branco bispo · h2 branco peão · a1 branco torre · b1 branco cavalo · c1 branco bispo · d1 branco rainha · e1 branco rei · g1 branco cavalo · h1 branco torre | a8 preto torre · b8 preto cavalo · d8 preto rainha · e8 preto rei · f8 preto bispo · g8 preto cavalo · h8 preto torre · a7 preto peão · b7 preto peão · c7 preto peão · e7 preto peão · f7 preto peão · g7 preto peão · h7 preto peão · d5 preto peão · c4 branco peão · g4 preto bispo · a2 branco peão · b2 branco peão · d2 branco peão · e2 branco peão · f2 branco peão · g2 branco bispo · h2 branco peão · a1 branco torre · b1 branco cavalo · c1 branco bispo · d1 branco rainha · e1 branco rei · g1 branco cavalo · h1 branco torre | a8 preto torre · b8 preto cavalo · d8 preto rainha · e8 preto rei · f8 preto bispo · g8 preto cavalo · h8 preto torre · a7 preto peão · b7 preto peão · c7 preto peão · e7 preto peão · f7 preto peão · g7 preto peão · h7 preto peão · d5 preto peão · c4 branco peão · g4 preto bispo · a2 branco peão · b2 branco peão · d2 branco peão · e2 branco peão · f2 branco peão · g2 branco bispo · h2 branco peão · a1 branco torre · b1 branco cavalo · c1 branco bispo · d1 branco rainha · e1 branco rei · g1 branco cavalo · h1 branco torre | a8 preto torre · b8 preto cavalo · d8 preto rainha · e8 preto rei · f8 preto bispo · g8 preto cavalo · h8 preto torre · a7 preto peão · b7 preto peão · c7 preto peão · e7 preto peão · f7 preto peão · g7 preto peão · h7 preto peão · d5 preto peão · c4 branco peão · g4 preto bispo · a2 branco peão · b2 branco peão · d2 branco peão · e2 branco peão · f2 branco peão · g2 branco bispo · h2 branco peão · a1 branco torre · b1 branco cavalo · c1 branco bispo · d1 branco rainha · e1 branco rei · g1 branco cavalo · h1 branco torre | 4 |
| 3 | a8 preto torre · b8 preto cavalo · d8 preto rainha · e8 preto rei · f8 preto bispo · g8 preto cavalo · h8 preto torre · a7 preto peão · b7 preto peão · c7 preto peão · e7 preto peão · f7 preto peão · g7 preto peão · h7 preto peão · d5 preto peão · c4 branco peão · g4 preto bispo · a2 branco peão · b2 branco peão · d2 branco peão · e2 branco peão · f2 branco peão · g2 branco bispo · h2 branco peão · a1 branco torre · b1 branco cavalo · c1 branco bispo · d1 branco rainha · e1 branco rei · g1 branco cavalo · h1 branco torre | a8 preto torre · b8 preto cavalo · d8 preto rainha · e8 preto rei · f8 preto bispo · g8 preto cavalo · h8 preto torre · a7 preto peão · b7 preto peão · c7 preto peão · e7 preto peão · f7 preto peão · g7 preto peão · h7 preto peão · d5 preto peão · c4 branco peão · g4 preto bispo · a2 branco peão · b2 branco peão · d2 branco peão · e2 branco peão · f2 branco peão · g2 branco bispo · h2 branco peão · a1 branco torre · b1 branco cavalo · c1 branco bispo · d1 branco rainha · e1 branco rei · g1 branco cavalo · h1 branco torre | a8 preto torre · b8 preto cavalo · d8 preto rainha · e8 preto rei · f8 preto bispo · g8 preto cavalo · h8 preto torre · a7 preto peão · b7 preto peão · c7 preto peão · e7 preto peão · f7 preto peão · g7 preto peão · h7 preto peão · d5 preto peão · c4 branco peão · g4 preto bispo · a2 branco peão · b2 branco peão · d2 branco peão · e2 branco peão · f2 branco peão · g2 branco bispo · h2 branco peão · a1 branco torre · b1 branco cavalo · c1 branco bispo · d1 branco rainha · e1 branco rei · g1 branco cavalo · h1 branco torre | a8 preto torre · b8 preto cavalo · d8 preto rainha · e8 preto rei · f8 preto bispo · g8 preto cavalo · h8 preto torre · a7 preto peão · b7 preto peão · c7 preto peão · e7 preto peão · f7 preto peão · g7 preto peão · h7 preto peão · d5 preto peão · c4 branco peão · g4 preto bispo · a2 branco peão · b2 branco peão · d2 branco peão · e2 branco peão · f2 branco peão · g2 branco bispo · h2 branco peão · a1 branco torre · b1 branco cavalo · c1 branco bispo · d1 branco rainha · e1 branco rei · g1 branco cavalo · h1 branco torre | a8 preto torre · b8 preto cavalo · d8 preto rainha · e8 preto rei · f8 preto bispo · g8 preto cavalo · h8 preto torre · a7 preto peão · b7 preto peão · c7 preto peão · e7 preto peão · f7 preto peão · g7 preto peão · h7 preto peão · d5 preto peão · c4 branco peão · g4 preto bispo · a2 branco peão · b2 branco peão · d2 branco peão · e2 branco peão · f2 branco peão · g2 branco bispo · h2 branco peão · a1 branco torre · b1 branco cavalo · c1 branco bispo · d1 branco rainha · e1 branco rei · g1 branco cavalo · h1 branco torre | a8 preto torre · b8 preto cavalo · d8 preto rainha · e8 preto rei · f8 preto bispo · g8 preto cavalo · h8 preto torre · a7 preto peão · b7 preto peão · c7 preto peão · e7 preto peão · f7 preto peão · g7 preto peão · h7 preto peão · d5 preto peão · c4 branco peão · g4 preto bispo · a2 branco peão · b2 branco peão · d2 branco peão · e2 branco peão · f2 branco peão · g2 branco bispo · h2 branco peão · a1 branco torre · b1 branco cavalo · c1 branco bispo · d1 branco rainha · e1 branco rei · g1 branco cavalo · h1 branco torre | a8 preto torre · b8 preto cavalo · d8 preto rainha · e8 preto rei · f8 preto bispo · g8 preto cavalo · h8 preto torre · a7 preto peão · b7 preto peão · c7 preto peão · e7 preto peão · f7 preto peão · g7 preto peão · h7 preto peão · d5 preto peão · c4 branco peão · g4 preto bispo · a2 branco peão · b2 branco peão · d2 branco peão · e2 branco peão · f2 branco peão · g2 branco bispo · h2 branco peão · a1 branco torre · b1 branco cavalo · c1 branco bispo · d1 branco rainha · e1 branco rei · g1 branco cavalo · h1 branco torre | a8 preto torre · b8 preto cavalo · d8 preto rainha · e8 preto rei · f8 preto bispo · g8 preto cavalo · h8 preto torre · a7 preto peão · b7 preto peão · c7 preto peão · e7 preto peão · f7 preto peão · g7 preto peão · h7 preto peão · d5 preto peão · c4 branco peão · g4 preto bispo · a2 branco peão · b2 branco peão · d2 branco peão · e2 branco peão · f2 branco peão · g2 branco bispo · h2 branco peão · a1 branco torre · b1 branco cavalo · c1 branco bispo · d1 branco rainha · e1 branco rei · g1 branco cavalo · h1 branco torre | 3 |
| 2 | a8 preto torre · b8 preto cavalo · d8 preto rainha · e8 preto rei · f8 preto bispo · g8 preto cavalo · h8 preto torre · a7 preto peão · b7 preto peão · c7 preto peão · e7 preto peão · f7 preto peão · g7 preto peão · h7 preto peão · d5 preto peão · c4 branco peão · g4 preto bispo · a2 branco peão · b2 branco peão · d2 branco peão · e2 branco peão · f2 branco peão · g2 branco bispo · h2 branco peão · a1 branco torre · b1 branco cavalo · c1 branco bispo · d1 branco rainha · e1 branco rei · g1 branco cavalo · h1 branco torre | a8 preto torre · b8 preto cavalo · d8 preto rainha · e8 preto rei · f8 preto bispo · g8 preto cavalo · h8 preto torre · a7 preto peão · b7 preto peão · c7 preto peão · e7 preto peão · f7 preto peão · g7 preto peão · h7 preto peão · d5 preto peão · c4 branco peão · g4 preto bispo · a2 branco peão · b2 branco peão · d2 branco peão · e2 branco peão · f2 branco peão · g2 branco bispo · h2 branco peão · a1 branco torre · b1 branco cavalo · c1 branco bispo · d1 branco rainha · e1 branco rei · g1 branco cavalo · h1 branco torre | a8 preto torre · b8 preto cavalo · d8 preto rainha · e8 preto rei · f8 preto bispo · g8 preto cavalo · h8 preto torre · a7 preto peão · b7 preto peão · c7 preto peão · e7 preto peão · f7 preto peão · g7 preto peão · h7 preto peão · d5 preto peão · c4 branco peão · g4 preto bispo · a2 branco peão · b2 branco peão · d2 branco peão · e2 branco peão · f2 branco peão · g2 branco bispo · h2 branco peão · a1 branco torre · b1 branco cavalo · c1 branco bispo · d1 branco rainha · e1 branco rei · g1 branco cavalo · h1 branco torre | a8 preto torre · b8 preto cavalo · d8 preto rainha · e8 preto rei · f8 preto bispo · g8 preto cavalo · h8 preto torre · a7 preto peão · b7 preto peão · c7 preto peão · e7 preto peão · f7 preto peão · g7 preto peão · h7 preto peão · d5 preto peão · c4 branco peão · g4 preto bispo · a2 branco peão · b2 branco peão · d2 branco peão · e2 branco peão · f2 branco peão · g2 branco bispo · h2 branco peão · a1 branco torre · b1 branco cavalo · c1 branco bispo · d1 branco rainha · e1 branco rei · g1 branco cavalo · h1 branco torre | a8 preto torre · b8 preto cavalo · d8 preto rainha · e8 preto rei · f8 preto bispo · g8 preto cavalo · h8 preto torre · a7 preto peão · b7 preto peão · c7 preto peão · e7 preto peão · f7 preto peão · g7 preto peão · h7 preto peão · d5 preto peão · c4 branco peão · g4 preto bispo · a2 branco peão · b2 branco peão · d2 branco peão · e2 branco peão · f2 branco peão · g2 branco bispo · h2 branco peão · a1 branco torre · b1 branco cavalo · c1 branco bispo · d1 branco rainha · e1 branco rei · g1 branco cavalo · h1 branco torre | a8 preto torre · b8 preto cavalo · d8 preto rainha · e8 preto rei · f8 preto bispo · g8 preto cavalo · h8 preto torre · a7 preto peão · b7 preto peão · c7 preto peão · e7 preto peão · f7 preto peão · g7 preto peão · h7 preto peão · d5 preto peão · c4 branco peão · g4 preto bispo · a2 branco peão · b2 branco peão · d2 branco peão · e2 branco peão · f2 branco peão · g2 branco bispo · h2 branco peão · a1 branco torre · b1 branco cavalo · c1 branco bispo · d1 branco rainha · e1 branco rei · g1 branco cavalo · h1 branco torre | a8 preto torre · b8 preto cavalo · d8 preto rainha · e8 preto rei · f8 preto bispo · g8 preto cavalo · h8 preto torre · a7 preto peão · b7 preto peão · c7 preto peão · e7 preto peão · f7 preto peão · g7 preto peão · h7 preto peão · d5 preto peão · c4 branco peão · g4 preto bispo · a2 branco peão · b2 branco peão · d2 branco peão · e2 branco peão · f2 branco peão · g2 branco bispo · h2 branco peão · a1 branco torre · b1 branco cavalo · c1 branco bispo · d1 branco rainha · e1 branco rei · g1 branco cavalo · h1 branco torre | a8 preto torre · b8 preto cavalo · d8 preto rainha · e8 preto rei · f8 preto bispo · g8 preto cavalo · h8 preto torre · a7 preto peão · b7 preto peão · c7 preto peão · e7 preto peão · f7 preto peão · g7 preto peão · h7 preto peão · d5 preto peão · c4 branco peão · g4 preto bispo · a2 branco peão · b2 branco peão · d2 branco peão · e2 branco peão · f2 branco peão · g2 branco bispo · h2 branco peão · a1 branco torre · b1 branco cavalo · c1 branco bispo · d1 branco rainha · e1 branco rei · g1 branco cavalo · h1 branco torre | 2 |
| 1 | a8 preto torre · b8 preto cavalo · d8 preto rainha · e8 preto rei · f8 preto bispo · g8 preto cavalo · h8 preto torre · a7 preto peão · b7 preto peão · c7 preto peão · e7 preto peão · f7 preto peão · g7 preto peão · h7 preto peão · d5 preto peão · c4 branco peão · g4 preto bispo · a2 branco peão · b2 branco peão · d2 branco peão · e2 branco peão · f2 branco peão · g2 branco bispo · h2 branco peão · a1 branco torre · b1 branco cavalo · c1 branco bispo · d1 branco rainha · e1 branco rei · g1 branco cavalo · h1 branco torre | a8 preto torre · b8 preto cavalo · d8 preto rainha · e8 preto rei · f8 preto bispo · g8 preto cavalo · h8 preto torre · a7 preto peão · b7 preto peão · c7 preto peão · e7 preto peão · f7 preto peão · g7 preto peão · h7 preto peão · d5 preto peão · c4 branco peão · g4 preto bispo · a2 branco peão · b2 branco peão · d2 branco peão · e2 branco peão · f2 branco peão · g2 branco bispo · h2 branco peão · a1 branco torre · b1 branco cavalo · c1 branco bispo · d1 branco rainha · e1 branco rei · g1 branco cavalo · h1 branco torre | a8 preto torre · b8 preto cavalo · d8 preto rainha · e8 preto rei · f8 preto bispo · g8 preto cavalo · h8 preto torre · a7 preto peão · b7 preto peão · c7 preto peão · e7 preto peão · f7 preto peão · g7 preto peão · h7 preto peão · d5 preto peão · c4 branco peão · g4 preto bispo · a2 branco peão · b2 branco peão · d2 branco peão · e2 branco peão · f2 branco peão · g2 branco bispo · h2 branco peão · a1 branco torre · b1 branco cavalo · c1 branco bispo · d1 branco rainha · e1 branco rei · g1 branco cavalo · h1 branco torre | a8 preto torre · b8 preto cavalo · d8 preto rainha · e8 preto rei · f8 preto bispo · g8 preto cavalo · h8 preto torre · a7 preto peão · b7 preto peão · c7 preto peão · e7 preto peão · f7 preto peão · g7 preto peão · h7 preto peão · d5 preto peão · c4 branco peão · g4 preto bispo · a2 branco peão · b2 branco peão · d2 branco peão · e2 branco peão · f2 branco peão · g2 branco bispo · h2 branco peão · a1 branco torre · b1 branco cavalo · c1 branco bispo · d1 branco rainha · e1 branco rei · g1 branco cavalo · h1 branco torre | a8 preto torre · b8 preto cavalo · d8 preto rainha · e8 preto rei · f8 preto bispo · g8 preto cavalo · h8 preto torre · a7 preto peão · b7 preto peão · c7 preto peão · e7 preto peão · f7 preto peão · g7 preto peão · h7 preto peão · d5 preto peão · c4 branco peão · g4 preto bispo · a2 branco peão · b2 branco peão · d2 branco peão · e2 branco peão · f2 branco peão · g2 branco bispo · h2 branco peão · a1 branco torre · b1 branco cavalo · c1 branco bispo · d1 branco rainha · e1 branco rei · g1 branco cavalo · h1 branco torre | a8 preto torre · b8 preto cavalo · d8 preto rainha · e8 preto rei · f8 preto bispo · g8 preto cavalo · h8 preto torre · a7 preto peão · b7 preto peão · c7 preto peão · e7 preto peão · f7 preto peão · g7 preto peão · h7 preto peão · d5 preto peão · c4 branco peão · g4 preto bispo · a2 branco peão · b2 branco peão · d2 branco peão · e2 branco peão · f2 branco peão · g2 branco bispo · h2 branco peão · a1 branco torre · b1 branco cavalo · c1 branco bispo · d1 branco rainha · e1 branco rei · g1 branco cavalo · h1 branco torre | a8 preto torre · b8 preto cavalo · d8 preto rainha · e8 preto rei · f8 preto bispo · g8 preto cavalo · h8 preto torre · a7 preto peão · b7 preto peão · c7 preto peão · e7 preto peão · f7 preto peão · g7 preto peão · h7 preto peão · d5 preto peão · c4 branco peão · g4 preto bispo · a2 branco peão · b2 branco peão · d2 branco peão · e2 branco peão · f2 branco peão · g2 branco bispo · h2 branco peão · a1 branco torre · b1 branco cavalo · c1 branco bispo · d1 branco rainha · e1 branco rei · g1 branco cavalo · h1 branco torre | a8 preto torre · b8 preto cavalo · d8 preto rainha · e8 preto rei · f8 preto bispo · g8 preto cavalo · h8 preto torre · a7 preto peão · b7 preto peão · c7 preto peão · e7 preto peão · f7 preto peão · g7 preto peão · h7 preto peão · d5 preto peão · c4 branco peão · g4 preto bispo · a2 branco peão · b2 branco peão · d2 branco peão · e2 branco peão · f2 branco peão · g2 branco bispo · h2 branco peão · a1 branco torre · b1 branco cavalo · c1 branco bispo · d1 branco rainha · e1 branco rei · g1 branco cavalo · h1 branco torre | 1 |
|   | a | b | c | d | e | f | g | h |   |

|   | a | b | c | d | e | f | g | h |   |
| 8 | a8 preto torre · d8 preto rainha · e8 preto rei · f8 preto bispo · g8 preto cavalo · h8 preto torre · a7 preto peão · b7 branco bispo · c7 preto peão · d7 preto cavalo · e7 preto peão · f7 preto peão · g7 preto peão · h7 preto peão · c4 branco peão · d4 preto peão · g4 preto bispo · a2 branco peão · b2 branco peão · d2 branco peão · e2 branco peão · f2 branco peão · h2 branco peão · a1 branco torre · b1 branco cavalo · c1 branco bispo · d1 branco rainha · e1 branco rei · g1 branco cavalo · h1 branco torre | a8 preto torre · d8 preto rainha · e8 preto rei · f8 preto bispo · g8 preto cavalo · h8 preto torre · a7 preto peão · b7 branco bispo · c7 preto peão · d7 preto cavalo · e7 preto peão · f7 preto peão · g7 preto peão · h7 preto peão · c4 branco peão · d4 preto peão · g4 preto bispo · a2 branco peão · b2 branco peão · d2 branco peão · e2 branco peão · f2 branco peão · h2 branco peão · a1 branco torre · b1 branco cavalo · c1 branco bispo · d1 branco rainha · e1 branco rei · g1 branco cavalo · h1 branco torre | a8 preto torre · d8 preto rainha · e8 preto rei · f8 preto bispo · g8 preto cavalo · h8 preto torre · a7 preto peão · b7 branco bispo · c7 preto peão · d7 preto cavalo · e7 preto peão · f7 preto peão · g7 preto peão · h7 preto peão · c4 branco peão · d4 preto peão · g4 preto bispo · a2 branco peão · b2 branco peão · d2 branco peão · e2 branco peão · f2 branco peão · h2 branco peão · a1 branco torre · b1 branco cavalo · c1 branco bispo · d1 branco rainha · e1 branco rei · g1 branco cavalo · h1 branco torre | a8 preto torre · d8 preto rainha · e8 preto rei · f8 preto bispo · g8 preto cavalo · h8 preto torre · a7 preto peão · b7 branco bispo · c7 preto peão · d7 preto cavalo · e7 preto peão · f7 preto peão · g7 preto peão · h7 preto peão · c4 branco peão · d4 preto peão · g4 preto bispo · a2 branco peão · b2 branco peão · d2 branco peão · e2 branco peão · f2 branco peão · h2 branco peão · a1 branco torre · b1 branco cavalo · c1 branco bispo · d1 branco rainha · e1 branco rei · g1 branco cavalo · h1 branco torre | a8 preto torre · d8 preto rainha · e8 preto rei · f8 preto bispo · g8 preto cavalo · h8 preto torre · a7 preto peão · b7 branco bispo · c7 preto peão · d7 preto cavalo · e7 preto peão · f7 preto peão · g7 preto peão · h7 preto peão · c4 branco peão · d4 preto peão · g4 preto bispo · a2 branco peão · b2 branco peão · d2 branco peão · e2 branco peão · f2 branco peão · h2 branco peão · a1 branco torre · b1 branco cavalo · c1 branco bispo · d1 branco rainha · e1 branco rei · g1 branco cavalo · h1 branco torre | a8 preto torre · d8 preto rainha · e8 preto rei · f8 preto bispo · g8 preto cavalo · h8 preto torre · a7 preto peão · b7 branco bispo · c7 preto peão · d7 preto cavalo · e7 preto peão · f7 preto peão · g7 preto peão · h7 preto peão · c4 branco peão · d4 preto peão · g4 preto bispo · a2 branco peão · b2 branco peão · d2 branco peão · e2 branco peão · f2 branco peão · h2 branco peão · a1 branco torre · b1 branco cavalo · c1 branco bispo · d1 branco rainha · e1 branco rei · g1 branco cavalo · h1 branco torre | a8 preto torre · d8 preto rainha · e8 preto rei · f8 preto bispo · g8 preto cavalo · h8 preto torre · a7 preto peão · b7 branco bispo · c7 preto peão · d7 preto cavalo · e7 preto peão · f7 preto peão · g7 preto peão · h7 preto peão · c4 branco peão · d4 preto peão · g4 preto bispo · a2 branco peão · b2 branco peão · d2 branco peão · e2 branco peão · f2 branco peão · h2 branco peão · a1 branco torre · b1 branco cavalo · c1 branco bispo · d1 branco rainha · e1 branco rei · g1 branco cavalo · h1 branco torre | a8 preto torre · d8 preto rainha · e8 preto rei · f8 preto bispo · g8 preto cavalo · h8 preto torre · a7 preto peão · b7 branco bispo · c7 preto peão · d7 preto cavalo · e7 preto peão · f7 preto peão · g7 preto peão · h7 preto peão · c4 branco peão · d4 preto peão · g4 preto bispo · a2 branco peão · b2 branco peão · d2 branco peão · e2 branco peão · f2 branco peão · h2 branco peão · a1 branco torre · b1 branco cavalo · c1 branco bispo · d1 branco rainha · e1 branco rei · g1 branco cavalo · h1 branco torre | 8 |
| 7 | a8 preto torre · d8 preto rainha · e8 preto rei · f8 preto bispo · g8 preto cavalo · h8 preto torre · a7 preto peão · b7 branco bispo · c7 preto peão · d7 preto cavalo · e7 preto peão · f7 preto peão · g7 preto peão · h7 preto peão · c4 branco peão · d4 preto peão · g4 preto bispo · a2 branco peão · b2 branco peão · d2 branco peão · e2 branco peão · f2 branco peão · h2 branco peão · a1 branco torre · b1 branco cavalo · c1 branco bispo · d1 branco rainha · e1 branco rei · g1 branco cavalo · h1 branco torre | a8 preto torre · d8 preto rainha · e8 preto rei · f8 preto bispo · g8 preto cavalo · h8 preto torre · a7 preto peão · b7 branco bispo · c7 preto peão · d7 preto cavalo · e7 preto peão · f7 preto peão · g7 preto peão · h7 preto peão · c4 branco peão · d4 preto peão · g4 preto bispo · a2 branco peão · b2 branco peão · d2 branco peão · e2 branco peão · f2 branco peão · h2 branco peão · a1 branco torre · b1 branco cavalo · c1 branco bispo · d1 branco rainha · e1 branco rei · g1 branco cavalo · h1 branco torre | a8 preto torre · d8 preto rainha · e8 preto rei · f8 preto bispo · g8 preto cavalo · h8 preto torre · a7 preto peão · b7 branco bispo · c7 preto peão · d7 preto cavalo · e7 preto peão · f7 preto peão · g7 preto peão · h7 preto peão · c4 branco peão · d4 preto peão · g4 preto bispo · a2 branco peão · b2 branco peão · d2 branco peão · e2 branco peão · f2 branco peão · h2 branco peão · a1 branco torre · b1 branco cavalo · c1 branco bispo · d1 branco rainha · e1 branco rei · g1 branco cavalo · h1 branco torre | a8 preto torre · d8 preto rainha · e8 preto rei · f8 preto bispo · g8 preto cavalo · h8 preto torre · a7 preto peão · b7 branco bispo · c7 preto peão · d7 preto cavalo · e7 preto peão · f7 preto peão · g7 preto peão · h7 preto peão · c4 branco peão · d4 preto peão · g4 preto bispo · a2 branco peão · b2 branco peão · d2 branco peão · e2 branco peão · f2 branco peão · h2 branco peão · a1 branco torre · b1 branco cavalo · c1 branco bispo · d1 branco rainha · e1 branco rei · g1 branco cavalo · h1 branco torre | a8 preto torre · d8 preto rainha · e8 preto rei · f8 preto bispo · g8 preto cavalo · h8 preto torre · a7 preto peão · b7 branco bispo · c7 preto peão · d7 preto cavalo · e7 preto peão · f7 preto peão · g7 preto peão · h7 preto peão · c4 branco peão · d4 preto peão · g4 preto bispo · a2 branco peão · b2 branco peão · d2 branco peão · e2 branco peão · f2 branco peão · h2 branco peão · a1 branco torre · b1 branco cavalo · c1 branco bispo · d1 branco rainha · e1 branco rei · g1 branco cavalo · h1 branco torre | a8 preto torre · d8 preto rainha · e8 preto rei · f8 preto bispo · g8 preto cavalo · h8 preto torre · a7 preto peão · b7 branco bispo · c7 preto peão · d7 preto cavalo · e7 preto peão · f7 preto peão · g7 preto peão · h7 preto peão · c4 branco peão · d4 preto peão · g4 preto bispo · a2 branco peão · b2 branco peão · d2 branco peão · e2 branco peão · f2 branco peão · h2 branco peão · a1 branco torre · b1 branco cavalo · c1 branco bispo · d1 branco rainha · e1 branco rei · g1 branco cavalo · h1 branco torre | a8 preto torre · d8 preto rainha · e8 preto rei · f8 preto bispo · g8 preto cavalo · h8 preto torre · a7 preto peão · b7 branco bispo · c7 preto peão · d7 preto cavalo · e7 preto peão · f7 preto peão · g7 preto peão · h7 preto peão · c4 branco peão · d4 preto peão · g4 preto bispo · a2 branco peão · b2 branco peão · d2 branco peão · e2 branco peão · f2 branco peão · h2 branco peão · a1 branco torre · b1 branco cavalo · c1 branco bispo · d1 branco rainha · e1 branco rei · g1 branco cavalo · h1 branco torre | a8 preto torre · d8 preto rainha · e8 preto rei · f8 preto bispo · g8 preto cavalo · h8 preto torre · a7 preto peão · b7 branco bispo · c7 preto peão · d7 preto cavalo · e7 preto peão · f7 preto peão · g7 preto peão · h7 preto peão · c4 branco peão · d4 preto peão · g4 preto bispo · a2 branco peão · b2 branco peão · d2 branco peão · e2 branco peão · f2 branco peão · h2 branco peão · a1 branco torre · b1 branco cavalo · c1 branco bispo · d1 branco rainha · e1 branco rei · g1 branco cavalo · h1 branco torre | 7 |
| 6 | a8 preto torre · d8 preto rainha · e8 preto rei · f8 preto bispo · g8 preto cavalo · h8 preto torre · a7 preto peão · b7 branco bispo · c7 preto peão · d7 preto cavalo · e7 preto peão · f7 preto peão · g7 preto peão · h7 preto peão · c4 branco peão · d4 preto peão · g4 preto bispo · a2 branco peão · b2 branco peão · d2 branco peão · e2 branco peão · f2 branco peão · h2 branco peão · a1 branco torre · b1 branco cavalo · c1 branco bispo · d1 branco rainha · e1 branco rei · g1 branco cavalo · h1 branco torre | a8 preto torre · d8 preto rainha · e8 preto rei · f8 preto bispo · g8 preto cavalo · h8 preto torre · a7 preto peão · b7 branco bispo · c7 preto peão · d7 preto cavalo · e7 preto peão · f7 preto peão · g7 preto peão · h7 preto peão · c4 branco peão · d4 preto peão · g4 preto bispo · a2 branco peão · b2 branco peão · d2 branco peão · e2 branco peão · f2 branco peão · h2 branco peão · a1 branco torre · b1 branco cavalo · c1 branco bispo · d1 branco rainha · e1 branco rei · g1 branco cavalo · h1 branco torre | a8 preto torre · d8 preto rainha · e8 preto rei · f8 preto bispo · g8 preto cavalo · h8 preto torre · a7 preto peão · b7 branco bispo · c7 preto peão · d7 preto cavalo · e7 preto peão · f7 preto peão · g7 preto peão · h7 preto peão · c4 branco peão · d4 preto peão · g4 preto bispo · a2 branco peão · b2 branco peão · d2 branco peão · e2 branco peão · f2 branco peão · h2 branco peão · a1 branco torre · b1 branco cavalo · c1 branco bispo · d1 branco rainha · e1 branco rei · g1 branco cavalo · h1 branco torre | a8 preto torre · d8 preto rainha · e8 preto rei · f8 preto bispo · g8 preto cavalo · h8 preto torre · a7 preto peão · b7 branco bispo · c7 preto peão · d7 preto cavalo · e7 preto peão · f7 preto peão · g7 preto peão · h7 preto peão · c4 branco peão · d4 preto peão · g4 preto bispo · a2 branco peão · b2 branco peão · d2 branco peão · e2 branco peão · f2 branco peão · h2 branco peão · a1 branco torre · b1 branco cavalo · c1 branco bispo · d1 branco rainha · e1 branco rei · g1 branco cavalo · h1 branco torre | a8 preto torre · d8 preto rainha · e8 preto rei · f8 preto bispo · g8 preto cavalo · h8 preto torre · a7 preto peão · b7 branco bispo · c7 preto peão · d7 preto cavalo · e7 preto peão · f7 preto peão · g7 preto peão · h7 preto peão · c4 branco peão · d4 preto peão · g4 preto bispo · a2 branco peão · b2 branco peão · d2 branco peão · e2 branco peão · f2 branco peão · h2 branco peão · a1 branco torre · b1 branco cavalo · c1 branco bispo · d1 branco rainha · e1 branco rei · g1 branco cavalo · h1 branco torre | a8 preto torre · d8 preto rainha · e8 preto rei · f8 preto bispo · g8 preto cavalo · h8 preto torre · a7 preto peão · b7 branco bispo · c7 preto peão · d7 preto cavalo · e7 preto peão · f7 preto peão · g7 preto peão · h7 preto peão · c4 branco peão · d4 preto peão · g4 preto bispo · a2 branco peão · b2 branco peão · d2 branco peão · e2 branco peão · f2 branco peão · h2 branco peão · a1 branco torre · b1 branco cavalo · c1 branco bispo · d1 branco rainha · e1 branco rei · g1 branco cavalo · h1 branco torre | a8 preto torre · d8 preto rainha · e8 preto rei · f8 preto bispo · g8 preto cavalo · h8 preto torre · a7 preto peão · b7 branco bispo · c7 preto peão · d7 preto cavalo · e7 preto peão · f7 preto peão · g7 preto peão · h7 preto peão · c4 branco peão · d4 preto peão · g4 preto bispo · a2 branco peão · b2 branco peão · d2 branco peão · e2 branco peão · f2 branco peão · h2 branco peão · a1 branco torre · b1 branco cavalo · c1 branco bispo · d1 branco rainha · e1 branco rei · g1 branco cavalo · h1 branco torre | a8 preto torre · d8 preto rainha · e8 preto rei · f8 preto bispo · g8 preto cavalo · h8 preto torre · a7 preto peão · b7 branco bispo · c7 preto peão · d7 preto cavalo · e7 preto peão · f7 preto peão · g7 preto peão · h7 preto peão · c4 branco peão · d4 preto peão · g4 preto bispo · a2 branco peão · b2 branco peão · d2 branco peão · e2 branco peão · f2 branco peão · h2 branco peão · a1 branco torre · b1 branco cavalo · c1 branco bispo · d1 branco rainha · e1 branco rei · g1 branco cavalo · h1 branco torre | 6 |
| 5 | a8 preto torre · d8 preto rainha · e8 preto rei · f8 preto bispo · g8 preto cavalo · h8 preto torre · a7 preto peão · b7 branco bispo · c7 preto peão · d7 preto cavalo · e7 preto peão · f7 preto peão · g7 preto peão · h7 preto peão · c4 branco peão · d4 preto peão · g4 preto bispo · a2 branco peão · b2 branco peão · d2 branco peão · e2 branco peão · f2 branco peão · h2 branco peão · a1 branco torre · b1 branco cavalo · c1 branco bispo · d1 branco rainha · e1 branco rei · g1 branco cavalo · h1 branco torre | a8 preto torre · d8 preto rainha · e8 preto rei · f8 preto bispo · g8 preto cavalo · h8 preto torre · a7 preto peão · b7 branco bispo · c7 preto peão · d7 preto cavalo · e7 preto peão · f7 preto peão · g7 preto peão · h7 preto peão · c4 branco peão · d4 preto peão · g4 preto bispo · a2 branco peão · b2 branco peão · d2 branco peão · e2 branco peão · f2 branco peão · h2 branco peão · a1 branco torre · b1 branco cavalo · c1 branco bispo · d1 branco rainha · e1 branco rei · g1 branco cavalo · h1 branco torre | a8 preto torre · d8 preto rainha · e8 preto rei · f8 preto bispo · g8 preto cavalo · h8 preto torre · a7 preto peão · b7 branco bispo · c7 preto peão · d7 preto cavalo · e7 preto peão · f7 preto peão · g7 preto peão · h7 preto peão · c4 branco peão · d4 preto peão · g4 preto bispo · a2 branco peão · b2 branco peão · d2 branco peão · e2 branco peão · f2 branco peão · h2 branco peão · a1 branco torre · b1 branco cavalo · c1 branco bispo · d1 branco rainha · e1 branco rei · g1 branco cavalo · h1 branco torre | a8 preto torre · d8 preto rainha · e8 preto rei · f8 preto bispo · g8 preto cavalo · h8 preto torre · a7 preto peão · b7 branco bispo · c7 preto peão · d7 preto cavalo · e7 preto peão · f7 preto peão · g7 preto peão · h7 preto peão · c4 branco peão · d4 preto peão · g4 preto bispo · a2 branco peão · b2 branco peão · d2 branco peão · e2 branco peão · f2 branco peão · h2 branco peão · a1 branco torre · b1 branco cavalo · c1 branco bispo · d1 branco rainha · e1 branco rei · g1 branco cavalo · h1 branco torre | a8 preto torre · d8 preto rainha · e8 preto rei · f8 preto bispo · g8 preto cavalo · h8 preto torre · a7 preto peão · b7 branco bispo · c7 preto peão · d7 preto cavalo · e7 preto peão · f7 preto peão · g7 preto peão · h7 preto peão · c4 branco peão · d4 preto peão · g4 preto bispo · a2 branco peão · b2 branco peão · d2 branco peão · e2 branco peão · f2 branco peão · h2 branco peão · a1 branco torre · b1 branco cavalo · c1 branco bispo · d1 branco rainha · e1 branco rei · g1 branco cavalo · h1 branco torre | a8 preto torre · d8 preto rainha · e8 preto rei · f8 preto bispo · g8 preto cavalo · h8 preto torre · a7 preto peão · b7 branco bispo · c7 preto peão · d7 preto cavalo · e7 preto peão · f7 preto peão · g7 preto peão · h7 preto peão · c4 branco peão · d4 preto peão · g4 preto bispo · a2 branco peão · b2 branco peão · d2 branco peão · e2 branco peão · f2 branco peão · h2 branco peão · a1 branco torre · b1 branco cavalo · c1 branco bispo · d1 branco rainha · e1 branco rei · g1 branco cavalo · h1 branco torre | a8 preto torre · d8 preto rainha · e8 preto rei · f8 preto bispo · g8 preto cavalo · h8 preto torre · a7 preto peão · b7 branco bispo · c7 preto peão · d7 preto cavalo · e7 preto peão · f7 preto peão · g7 preto peão · h7 preto peão · c4 branco peão · d4 preto peão · g4 preto bispo · a2 branco peão · b2 branco peão · d2 branco peão · e2 branco peão · f2 branco peão · h2 branco peão · a1 branco torre · b1 branco cavalo · c1 branco bispo · d1 branco rainha · e1 branco rei · g1 branco cavalo · h1 branco torre | a8 preto torre · d8 preto rainha · e8 preto rei · f8 preto bispo · g8 preto cavalo · h8 preto torre · a7 preto peão · b7 branco bispo · c7 preto peão · d7 preto cavalo · e7 preto peão · f7 preto peão · g7 preto peão · h7 preto peão · c4 branco peão · d4 preto peão · g4 preto bispo · a2 branco peão · b2 branco peão · d2 branco peão · e2 branco peão · f2 branco peão · h2 branco peão · a1 branco torre · b1 branco cavalo · c1 branco bispo · d1 branco rainha · e1 branco rei · g1 branco cavalo · h1 branco torre | 5 |
| 4 | a8 preto torre · d8 preto rainha · e8 preto rei · f8 preto bispo · g8 preto cavalo · h8 preto torre · a7 preto peão · b7 branco bispo · c7 preto peão · d7 preto cavalo · e7 preto peão · f7 preto peão · g7 preto peão · h7 preto peão · c4 branco peão · d4 preto peão · g4 preto bispo · a2 branco peão · b2 branco peão · d2 branco peão · e2 branco peão · f2 branco peão · h2 branco peão · a1 branco torre · b1 branco cavalo · c1 branco bispo · d1 branco rainha · e1 branco rei · g1 branco cavalo · h1 branco torre | a8 preto torre · d8 preto rainha · e8 preto rei · f8 preto bispo · g8 preto cavalo · h8 preto torre · a7 preto peão · b7 branco bispo · c7 preto peão · d7 preto cavalo · e7 preto peão · f7 preto peão · g7 preto peão · h7 preto peão · c4 branco peão · d4 preto peão · g4 preto bispo · a2 branco peão · b2 branco peão · d2 branco peão · e2 branco peão · f2 branco peão · h2 branco peão · a1 branco torre · b1 branco cavalo · c1 branco bispo · d1 branco rainha · e1 branco rei · g1 branco cavalo · h1 branco torre | a8 preto torre · d8 preto rainha · e8 preto rei · f8 preto bispo · g8 preto cavalo · h8 preto torre · a7 preto peão · b7 branco bispo · c7 preto peão · d7 preto cavalo · e7 preto peão · f7 preto peão · g7 preto peão · h7 preto peão · c4 branco peão · d4 preto peão · g4 preto bispo · a2 branco peão · b2 branco peão · d2 branco peão · e2 branco peão · f2 branco peão · h2 branco peão · a1 branco torre · b1 branco cavalo · c1 branco bispo · d1 branco rainha · e1 branco rei · g1 branco cavalo · h1 branco torre | a8 preto torre · d8 preto rainha · e8 preto rei · f8 preto bispo · g8 preto cavalo · h8 preto torre · a7 preto peão · b7 branco bispo · c7 preto peão · d7 preto cavalo · e7 preto peão · f7 preto peão · g7 preto peão · h7 preto peão · c4 branco peão · d4 preto peão · g4 preto bispo · a2 branco peão · b2 branco peão · d2 branco peão · e2 branco peão · f2 branco peão · h2 branco peão · a1 branco torre · b1 branco cavalo · c1 branco bispo · d1 branco rainha · e1 branco rei · g1 branco cavalo · h1 branco torre | a8 preto torre · d8 preto rainha · e8 preto rei · f8 preto bispo · g8 preto cavalo · h8 preto torre · a7 preto peão · b7 branco bispo · c7 preto peão · d7 preto cavalo · e7 preto peão · f7 preto peão · g7 preto peão · h7 preto peão · c4 branco peão · d4 preto peão · g4 preto bispo · a2 branco peão · b2 branco peão · d2 branco peão · e2 branco peão · f2 branco peão · h2 branco peão · a1 branco torre · b1 branco cavalo · c1 branco bispo · d1 branco rainha · e1 branco rei · g1 branco cavalo · h1 branco torre | a8 preto torre · d8 preto rainha · e8 preto rei · f8 preto bispo · g8 preto cavalo · h8 preto torre · a7 preto peão · b7 branco bispo · c7 preto peão · d7 preto cavalo · e7 preto peão · f7 preto peão · g7 preto peão · h7 preto peão · c4 branco peão · d4 preto peão · g4 preto bispo · a2 branco peão · b2 branco peão · d2 branco peão · e2 branco peão · f2 branco peão · h2 branco peão · a1 branco torre · b1 branco cavalo · c1 branco bispo · d1 branco rainha · e1 branco rei · g1 branco cavalo · h1 branco torre | a8 preto torre · d8 preto rainha · e8 preto rei · f8 preto bispo · g8 preto cavalo · h8 preto torre · a7 preto peão · b7 branco bispo · c7 preto peão · d7 preto cavalo · e7 preto peão · f7 preto peão · g7 preto peão · h7 preto peão · c4 branco peão · d4 preto peão · g4 preto bispo · a2 branco peão · b2 branco peão · d2 branco peão · e2 branco peão · f2 branco peão · h2 branco peão · a1 branco torre · b1 branco cavalo · c1 branco bispo · d1 branco rainha · e1 branco rei · g1 branco cavalo · h1 branco torre | a8 preto torre · d8 preto rainha · e8 preto rei · f8 preto bispo · g8 preto cavalo · h8 preto torre · a7 preto peão · b7 branco bispo · c7 preto peão · d7 preto cavalo · e7 preto peão · f7 preto peão · g7 preto peão · h7 preto peão · c4 branco peão · d4 preto peão · g4 preto bispo · a2 branco peão · b2 branco peão · d2 branco peão · e2 branco peão · f2 branco peão · h2 branco peão · a1 branco torre · b1 branco cavalo · c1 branco bispo · d1 branco rainha · e1 branco rei · g1 branco cavalo · h1 branco torre | 4 |
| 3 | a8 preto torre · d8 preto rainha · e8 preto rei · f8 preto bispo · g8 preto cavalo · h8 preto torre · a7 preto peão · b7 branco bispo · c7 preto peão · d7 preto cavalo · e7 preto peão · f7 preto peão · g7 preto peão · h7 preto peão · c4 branco peão · d4 preto peão · g4 preto bispo · a2 branco peão · b2 branco peão · d2 branco peão · e2 branco peão · f2 branco peão · h2 branco peão · a1 branco torre · b1 branco cavalo · c1 branco bispo · d1 branco rainha · e1 branco rei · g1 branco cavalo · h1 branco torre | a8 preto torre · d8 preto rainha · e8 preto rei · f8 preto bispo · g8 preto cavalo · h8 preto torre · a7 preto peão · b7 branco bispo · c7 preto peão · d7 preto cavalo · e7 preto peão · f7 preto peão · g7 preto peão · h7 preto peão · c4 branco peão · d4 preto peão · g4 preto bispo · a2 branco peão · b2 branco peão · d2 branco peão · e2 branco peão · f2 branco peão · h2 branco peão · a1 branco torre · b1 branco cavalo · c1 branco bispo · d1 branco rainha · e1 branco rei · g1 branco cavalo · h1 branco torre | a8 preto torre · d8 preto rainha · e8 preto rei · f8 preto bispo · g8 preto cavalo · h8 preto torre · a7 preto peão · b7 branco bispo · c7 preto peão · d7 preto cavalo · e7 preto peão · f7 preto peão · g7 preto peão · h7 preto peão · c4 branco peão · d4 preto peão · g4 preto bispo · a2 branco peão · b2 branco peão · d2 branco peão · e2 branco peão · f2 branco peão · h2 branco peão · a1 branco torre · b1 branco cavalo · c1 branco bispo · d1 branco rainha · e1 branco rei · g1 branco cavalo · h1 branco torre | a8 preto torre · d8 preto rainha · e8 preto rei · f8 preto bispo · g8 preto cavalo · h8 preto torre · a7 preto peão · b7 branco bispo · c7 preto peão · d7 preto cavalo · e7 preto peão · f7 preto peão · g7 preto peão · h7 preto peão · c4 branco peão · d4 preto peão · g4 preto bispo · a2 branco peão · b2 branco peão · d2 branco peão · e2 branco peão · f2 branco peão · h2 branco peão · a1 branco torre · b1 branco cavalo · c1 branco bispo · d1 branco rainha · e1 branco rei · g1 branco cavalo · h1 branco torre | a8 preto torre · d8 preto rainha · e8 preto rei · f8 preto bispo · g8 preto cavalo · h8 preto torre · a7 preto peão · b7 branco bispo · c7 preto peão · d7 preto cavalo · e7 preto peão · f7 preto peão · g7 preto peão · h7 preto peão · c4 branco peão · d4 preto peão · g4 preto bispo · a2 branco peão · b2 branco peão · d2 branco peão · e2 branco peão · f2 branco peão · h2 branco peão · a1 branco torre · b1 branco cavalo · c1 branco bispo · d1 branco rainha · e1 branco rei · g1 branco cavalo · h1 branco torre | a8 preto torre · d8 preto rainha · e8 preto rei · f8 preto bispo · g8 preto cavalo · h8 preto torre · a7 preto peão · b7 branco bispo · c7 preto peão · d7 preto cavalo · e7 preto peão · f7 preto peão · g7 preto peão · h7 preto peão · c4 branco peão · d4 preto peão · g4 preto bispo · a2 branco peão · b2 branco peão · d2 branco peão · e2 branco peão · f2 branco peão · h2 branco peão · a1 branco torre · b1 branco cavalo · c1 branco bispo · d1 branco rainha · e1 branco rei · g1 branco cavalo · h1 branco torre | a8 preto torre · d8 preto rainha · e8 preto rei · f8 preto bispo · g8 preto cavalo · h8 preto torre · a7 preto peão · b7 branco bispo · c7 preto peão · d7 preto cavalo · e7 preto peão · f7 preto peão · g7 preto peão · h7 preto peão · c4 branco peão · d4 preto peão · g4 preto bispo · a2 branco peão · b2 branco peão · d2 branco peão · e2 branco peão · f2 branco peão · h2 branco peão · a1 branco torre · b1 branco cavalo · c1 branco bispo · d1 branco rainha · e1 branco rei · g1 branco cavalo · h1 branco torre | a8 preto torre · d8 preto rainha · e8 preto rei · f8 preto bispo · g8 preto cavalo · h8 preto torre · a7 preto peão · b7 branco bispo · c7 preto peão · d7 preto cavalo · e7 preto peão · f7 preto peão · g7 preto peão · h7 preto peão · c4 branco peão · d4 preto peão · g4 preto bispo · a2 branco peão · b2 branco peão · d2 branco peão · e2 branco peão · f2 branco peão · h2 branco peão · a1 branco torre · b1 branco cavalo · c1 branco bispo · d1 branco rainha · e1 branco rei · g1 branco cavalo · h1 branco torre | 3 |
| 2 | a8 preto torre · d8 preto rainha · e8 preto rei · f8 preto bispo · g8 preto cavalo · h8 preto torre · a7 preto peão · b7 branco bispo · c7 preto peão · d7 preto cavalo · e7 preto peão · f7 preto peão · g7 preto peão · h7 preto peão · c4 branco peão · d4 preto peão · g4 preto bispo · a2 branco peão · b2 branco peão · d2 branco peão · e2 branco peão · f2 branco peão · h2 branco peão · a1 branco torre · b1 branco cavalo · c1 branco bispo · d1 branco rainha · e1 branco rei · g1 branco cavalo · h1 branco torre | a8 preto torre · d8 preto rainha · e8 preto rei · f8 preto bispo · g8 preto cavalo · h8 preto torre · a7 preto peão · b7 branco bispo · c7 preto peão · d7 preto cavalo · e7 preto peão · f7 preto peão · g7 preto peão · h7 preto peão · c4 branco peão · d4 preto peão · g4 preto bispo · a2 branco peão · b2 branco peão · d2 branco peão · e2 branco peão · f2 branco peão · h2 branco peão · a1 branco torre · b1 branco cavalo · c1 branco bispo · d1 branco rainha · e1 branco rei · g1 branco cavalo · h1 branco torre | a8 preto torre · d8 preto rainha · e8 preto rei · f8 preto bispo · g8 preto cavalo · h8 preto torre · a7 preto peão · b7 branco bispo · c7 preto peão · d7 preto cavalo · e7 preto peão · f7 preto peão · g7 preto peão · h7 preto peão · c4 branco peão · d4 preto peão · g4 preto bispo · a2 branco peão · b2 branco peão · d2 branco peão · e2 branco peão · f2 branco peão · h2 branco peão · a1 branco torre · b1 branco cavalo · c1 branco bispo · d1 branco rainha · e1 branco rei · g1 branco cavalo · h1 branco torre | a8 preto torre · d8 preto rainha · e8 preto rei · f8 preto bispo · g8 preto cavalo · h8 preto torre · a7 preto peão · b7 branco bispo · c7 preto peão · d7 preto cavalo · e7 preto peão · f7 preto peão · g7 preto peão · h7 preto peão · c4 branco peão · d4 preto peão · g4 preto bispo · a2 branco peão · b2 branco peão · d2 branco peão · e2 branco peão · f2 branco peão · h2 branco peão · a1 branco torre · b1 branco cavalo · c1 branco bispo · d1 branco rainha · e1 branco rei · g1 branco cavalo · h1 branco torre | a8 preto torre · d8 preto rainha · e8 preto rei · f8 preto bispo · g8 preto cavalo · h8 preto torre · a7 preto peão · b7 branco bispo · c7 preto peão · d7 preto cavalo · e7 preto peão · f7 preto peão · g7 preto peão · h7 preto peão · c4 branco peão · d4 preto peão · g4 preto bispo · a2 branco peão · b2 branco peão · d2 branco peão · e2 branco peão · f2 branco peão · h2 branco peão · a1 branco torre · b1 branco cavalo · c1 branco bispo · d1 branco rainha · e1 branco rei · g1 branco cavalo · h1 branco torre | a8 preto torre · d8 preto rainha · e8 preto rei · f8 preto bispo · g8 preto cavalo · h8 preto torre · a7 preto peão · b7 branco bispo · c7 preto peão · d7 preto cavalo · e7 preto peão · f7 preto peão · g7 preto peão · h7 preto peão · c4 branco peão · d4 preto peão · g4 preto bispo · a2 branco peão · b2 branco peão · d2 branco peão · e2 branco peão · f2 branco peão · h2 branco peão · a1 branco torre · b1 branco cavalo · c1 branco bispo · d1 branco rainha · e1 branco rei · g1 branco cavalo · h1 branco torre | a8 preto torre · d8 preto rainha · e8 preto rei · f8 preto bispo · g8 preto cavalo · h8 preto torre · a7 preto peão · b7 branco bispo · c7 preto peão · d7 preto cavalo · e7 preto peão · f7 preto peão · g7 preto peão · h7 preto peão · c4 branco peão · d4 preto peão · g4 preto bispo · a2 branco peão · b2 branco peão · d2 branco peão · e2 branco peão · f2 branco peão · h2 branco peão · a1 branco torre · b1 branco cavalo · c1 branco bispo · d1 branco rainha · e1 branco rei · g1 branco cavalo · h1 branco torre | a8 preto torre · d8 preto rainha · e8 preto rei · f8 preto bispo · g8 preto cavalo · h8 preto torre · a7 preto peão · b7 branco bispo · c7 preto peão · d7 preto cavalo · e7 preto peão · f7 preto peão · g7 preto peão · h7 preto peão · c4 branco peão · d4 preto peão · g4 preto bispo · a2 branco peão · b2 branco peão · d2 branco peão · e2 branco peão · f2 branco peão · h2 branco peão · a1 branco torre · b1 branco cavalo · c1 branco bispo · d1 branco rainha · e1 branco rei · g1 branco cavalo · h1 branco torre | 2 |
| 1 | a8 preto torre · d8 preto rainha · e8 preto rei · f8 preto bispo · g8 preto cavalo · h8 preto torre · a7 preto peão · b7 branco bispo · c7 preto peão · d7 preto cavalo · e7 preto peão · f7 preto peão · g7 preto peão · h7 preto peão · c4 branco peão · d4 preto peão · g4 preto bispo · a2 branco peão · b2 branco peão · d2 branco peão · e2 branco peão · f2 branco peão · h2 branco peão · a1 branco torre · b1 branco cavalo · c1 branco bispo · d1 branco rainha · e1 branco rei · g1 branco cavalo · h1 branco torre | a8 preto torre · d8 preto rainha · e8 preto rei · f8 preto bispo · g8 preto cavalo · h8 preto torre · a7 preto peão · b7 branco bispo · c7 preto peão · d7 preto cavalo · e7 preto peão · f7 preto peão · g7 preto peão · h7 preto peão · c4 branco peão · d4 preto peão · g4 preto bispo · a2 branco peão · b2 branco peão · d2 branco peão · e2 branco peão · f2 branco peão · h2 branco peão · a1 branco torre · b1 branco cavalo · c1 branco bispo · d1 branco rainha · e1 branco rei · g1 branco cavalo · h1 branco torre | a8 preto torre · d8 preto rainha · e8 preto rei · f8 preto bispo · g8 preto cavalo · h8 preto torre · a7 preto peão · b7 branco bispo · c7 preto peão · d7 preto cavalo · e7 preto peão · f7 preto peão · g7 preto peão · h7 preto peão · c4 branco peão · d4 preto peão · g4 preto bispo · a2 branco peão · b2 branco peão · d2 branco peão · e2 branco peão · f2 branco peão · h2 branco peão · a1 branco torre · b1 branco cavalo · c1 branco bispo · d1 branco rainha · e1 branco rei · g1 branco cavalo · h1 branco torre | a8 preto torre · d8 preto rainha · e8 preto rei · f8 preto bispo · g8 preto cavalo · h8 preto torre · a7 preto peão · b7 branco bispo · c7 preto peão · d7 preto cavalo · e7 preto peão · f7 preto peão · g7 preto peão · h7 preto peão · c4 branco peão · d4 preto peão · g4 preto bispo · a2 branco peão · b2 branco peão · d2 branco peão · e2 branco peão · f2 branco peão · h2 branco peão · a1 branco torre · b1 branco cavalo · c1 branco bispo · d1 branco rainha · e1 branco rei · g1 branco cavalo · h1 branco torre | a8 preto torre · d8 preto rainha · e8 preto rei · f8 preto bispo · g8 preto cavalo · h8 preto torre · a7 preto peão · b7 branco bispo · c7 preto peão · d7 preto cavalo · e7 preto peão · f7 preto peão · g7 preto peão · h7 preto peão · c4 branco peão · d4 preto peão · g4 preto bispo · a2 branco peão · b2 branco peão · d2 branco peão · e2 branco peão · f2 branco peão · h2 branco peão · a1 branco torre · b1 branco cavalo · c1 branco bispo · d1 branco rainha · e1 branco rei · g1 branco cavalo · h1 branco torre | a8 preto torre · d8 preto rainha · e8 preto rei · f8 preto bispo · g8 preto cavalo · h8 preto torre · a7 preto peão · b7 branco bispo · c7 preto peão · d7 preto cavalo · e7 preto peão · f7 preto peão · g7 preto peão · h7 preto peão · c4 branco peão · d4 preto peão · g4 preto bispo · a2 branco peão · b2 branco peão · d2 branco peão · e2 branco peão · f2 branco peão · h2 branco peão · a1 branco torre · b1 branco cavalo · c1 branco bispo · d1 branco rainha · e1 branco rei · g1 branco cavalo · h1 branco torre | a8 preto torre · d8 preto rainha · e8 preto rei · f8 preto bispo · g8 preto cavalo · h8 preto torre · a7 preto peão · b7 branco bispo · c7 preto peão · d7 preto cavalo · e7 preto peão · f7 preto peão · g7 preto peão · h7 preto peão · c4 branco peão · d4 preto peão · g4 preto bispo · a2 branco peão · b2 branco peão · d2 branco peão · e2 branco peão · f2 branco peão · h2 branco peão · a1 branco torre · b1 branco cavalo · c1 branco bispo · d1 branco rainha · e1 branco rei · g1 branco cavalo · h1 branco torre | a8 preto torre · d8 preto rainha · e8 preto rei · f8 preto bispo · g8 preto cavalo · h8 preto torre · a7 preto peão · b7 branco bispo · c7 preto peão · d7 preto cavalo · e7 preto peão · f7 preto peão · g7 preto peão · h7 preto peão · c4 branco peão · d4 preto peão · g4 preto bispo · a2 branco peão · b2 branco peão · d2 branco peão · e2 branco peão · f2 branco peão · h2 branco peão · a1 branco torre · b1 branco cavalo · c1 branco bispo · d1 branco rainha · e1 branco rei · g1 branco cavalo · h1 branco torre | 1 |
|   | a | b | c | d | e | f | g | h |   |

|   | a | b | c | d | e | f | g | h |   |
| 8 | a8 preto rainha · e8 preto rei · f8 preto bispo · g8 preto cavalo · h8 preto torre · a7 preto peão · c7 preto peão · d7 preto cavalo · e7 preto peão · f7 preto peão · g7 preto peão · h7 preto peão · c4 branco peão · g4 preto bispo · d3 preto peão · f3 branco peão · a2 branco peão · b2 branco peão · d2 branco peão · e2 branco peão · h2 branco peão · a1 branco torre · b1 branco cavalo · c1 branco bispo · d1 branco rainha · e1 branco rei · g1 branco cavalo · h1 branco torre | a8 preto rainha · e8 preto rei · f8 preto bispo · g8 preto cavalo · h8 preto torre · a7 preto peão · c7 preto peão · d7 preto cavalo · e7 preto peão · f7 preto peão · g7 preto peão · h7 preto peão · c4 branco peão · g4 preto bispo · d3 preto peão · f3 branco peão · a2 branco peão · b2 branco peão · d2 branco peão · e2 branco peão · h2 branco peão · a1 branco torre · b1 branco cavalo · c1 branco bispo · d1 branco rainha · e1 branco rei · g1 branco cavalo · h1 branco torre | a8 preto rainha · e8 preto rei · f8 preto bispo · g8 preto cavalo · h8 preto torre · a7 preto peão · c7 preto peão · d7 preto cavalo · e7 preto peão · f7 preto peão · g7 preto peão · h7 preto peão · c4 branco peão · g4 preto bispo · d3 preto peão · f3 branco peão · a2 branco peão · b2 branco peão · d2 branco peão · e2 branco peão · h2 branco peão · a1 branco torre · b1 branco cavalo · c1 branco bispo · d1 branco rainha · e1 branco rei · g1 branco cavalo · h1 branco torre | a8 preto rainha · e8 preto rei · f8 preto bispo · g8 preto cavalo · h8 preto torre · a7 preto peão · c7 preto peão · d7 preto cavalo · e7 preto peão · f7 preto peão · g7 preto peão · h7 preto peão · c4 branco peão · g4 preto bispo · d3 preto peão · f3 branco peão · a2 branco peão · b2 branco peão · d2 branco peão · e2 branco peão · h2 branco peão · a1 branco torre · b1 branco cavalo · c1 branco bispo · d1 branco rainha · e1 branco rei · g1 branco cavalo · h1 branco torre | a8 preto rainha · e8 preto rei · f8 preto bispo · g8 preto cavalo · h8 preto torre · a7 preto peão · c7 preto peão · d7 preto cavalo · e7 preto peão · f7 preto peão · g7 preto peão · h7 preto peão · c4 branco peão · g4 preto bispo · d3 preto peão · f3 branco peão · a2 branco peão · b2 branco peão · d2 branco peão · e2 branco peão · h2 branco peão · a1 branco torre · b1 branco cavalo · c1 branco bispo · d1 branco rainha · e1 branco rei · g1 branco cavalo · h1 branco torre | a8 preto rainha · e8 preto rei · f8 preto bispo · g8 preto cavalo · h8 preto torre · a7 preto peão · c7 preto peão · d7 preto cavalo · e7 preto peão · f7 preto peão · g7 preto peão · h7 preto peão · c4 branco peão · g4 preto bispo · d3 preto peão · f3 branco peão · a2 branco peão · b2 branco peão · d2 branco peão · e2 branco peão · h2 branco peão · a1 branco torre · b1 branco cavalo · c1 branco bispo · d1 branco rainha · e1 branco rei · g1 branco cavalo · h1 branco torre | a8 preto rainha · e8 preto rei · f8 preto bispo · g8 preto cavalo · h8 preto torre · a7 preto peão · c7 preto peão · d7 preto cavalo · e7 preto peão · f7 preto peão · g7 preto peão · h7 preto peão · c4 branco peão · g4 preto bispo · d3 preto peão · f3 branco peão · a2 branco peão · b2 branco peão · d2 branco peão · e2 branco peão · h2 branco peão · a1 branco torre · b1 branco cavalo · c1 branco bispo · d1 branco rainha · e1 branco rei · g1 branco cavalo · h1 branco torre | a8 preto rainha · e8 preto rei · f8 preto bispo · g8 preto cavalo · h8 preto torre · a7 preto peão · c7 preto peão · d7 preto cavalo · e7 preto peão · f7 preto peão · g7 preto peão · h7 preto peão · c4 branco peão · g4 preto bispo · d3 preto peão · f3 branco peão · a2 branco peão · b2 branco peão · d2 branco peão · e2 branco peão · h2 branco peão · a1 branco torre · b1 branco cavalo · c1 branco bispo · d1 branco rainha · e1 branco rei · g1 branco cavalo · h1 branco torre | 8 |
| 7 | a8 preto rainha · e8 preto rei · f8 preto bispo · g8 preto cavalo · h8 preto torre · a7 preto peão · c7 preto peão · d7 preto cavalo · e7 preto peão · f7 preto peão · g7 preto peão · h7 preto peão · c4 branco peão · g4 preto bispo · d3 preto peão · f3 branco peão · a2 branco peão · b2 branco peão · d2 branco peão · e2 branco peão · h2 branco peão · a1 branco torre · b1 branco cavalo · c1 branco bispo · d1 branco rainha · e1 branco rei · g1 branco cavalo · h1 branco torre | a8 preto rainha · e8 preto rei · f8 preto bispo · g8 preto cavalo · h8 preto torre · a7 preto peão · c7 preto peão · d7 preto cavalo · e7 preto peão · f7 preto peão · g7 preto peão · h7 preto peão · c4 branco peão · g4 preto bispo · d3 preto peão · f3 branco peão · a2 branco peão · b2 branco peão · d2 branco peão · e2 branco peão · h2 branco peão · a1 branco torre · b1 branco cavalo · c1 branco bispo · d1 branco rainha · e1 branco rei · g1 branco cavalo · h1 branco torre | a8 preto rainha · e8 preto rei · f8 preto bispo · g8 preto cavalo · h8 preto torre · a7 preto peão · c7 preto peão · d7 preto cavalo · e7 preto peão · f7 preto peão · g7 preto peão · h7 preto peão · c4 branco peão · g4 preto bispo · d3 preto peão · f3 branco peão · a2 branco peão · b2 branco peão · d2 branco peão · e2 branco peão · h2 branco peão · a1 branco torre · b1 branco cavalo · c1 branco bispo · d1 branco rainha · e1 branco rei · g1 branco cavalo · h1 branco torre | a8 preto rainha · e8 preto rei · f8 preto bispo · g8 preto cavalo · h8 preto torre · a7 preto peão · c7 preto peão · d7 preto cavalo · e7 preto peão · f7 preto peão · g7 preto peão · h7 preto peão · c4 branco peão · g4 preto bispo · d3 preto peão · f3 branco peão · a2 branco peão · b2 branco peão · d2 branco peão · e2 branco peão · h2 branco peão · a1 branco torre · b1 branco cavalo · c1 branco bispo · d1 branco rainha · e1 branco rei · g1 branco cavalo · h1 branco torre | a8 preto rainha · e8 preto rei · f8 preto bispo · g8 preto cavalo · h8 preto torre · a7 preto peão · c7 preto peão · d7 preto cavalo · e7 preto peão · f7 preto peão · g7 preto peão · h7 preto peão · c4 branco peão · g4 preto bispo · d3 preto peão · f3 branco peão · a2 branco peão · b2 branco peão · d2 branco peão · e2 branco peão · h2 branco peão · a1 branco torre · b1 branco cavalo · c1 branco bispo · d1 branco rainha · e1 branco rei · g1 branco cavalo · h1 branco torre | a8 preto rainha · e8 preto rei · f8 preto bispo · g8 preto cavalo · h8 preto torre · a7 preto peão · c7 preto peão · d7 preto cavalo · e7 preto peão · f7 preto peão · g7 preto peão · h7 preto peão · c4 branco peão · g4 preto bispo · d3 preto peão · f3 branco peão · a2 branco peão · b2 branco peão · d2 branco peão · e2 branco peão · h2 branco peão · a1 branco torre · b1 branco cavalo · c1 branco bispo · d1 branco rainha · e1 branco rei · g1 branco cavalo · h1 branco torre | a8 preto rainha · e8 preto rei · f8 preto bispo · g8 preto cavalo · h8 preto torre · a7 preto peão · c7 preto peão · d7 preto cavalo · e7 preto peão · f7 preto peão · g7 preto peão · h7 preto peão · c4 branco peão · g4 preto bispo · d3 preto peão · f3 branco peão · a2 branco peão · b2 branco peão · d2 branco peão · e2 branco peão · h2 branco peão · a1 branco torre · b1 branco cavalo · c1 branco bispo · d1 branco rainha · e1 branco rei · g1 branco cavalo · h1 branco torre | a8 preto rainha · e8 preto rei · f8 preto bispo · g8 preto cavalo · h8 preto torre · a7 preto peão · c7 preto peão · d7 preto cavalo · e7 preto peão · f7 preto peão · g7 preto peão · h7 preto peão · c4 branco peão · g4 preto bispo · d3 preto peão · f3 branco peão · a2 branco peão · b2 branco peão · d2 branco peão · e2 branco peão · h2 branco peão · a1 branco torre · b1 branco cavalo · c1 branco bispo · d1 branco rainha · e1 branco rei · g1 branco cavalo · h1 branco torre | 7 |
| 6 | a8 preto rainha · e8 preto rei · f8 preto bispo · g8 preto cavalo · h8 preto torre · a7 preto peão · c7 preto peão · d7 preto cavalo · e7 preto peão · f7 preto peão · g7 preto peão · h7 preto peão · c4 branco peão · g4 preto bispo · d3 preto peão · f3 branco peão · a2 branco peão · b2 branco peão · d2 branco peão · e2 branco peão · h2 branco peão · a1 branco torre · b1 branco cavalo · c1 branco bispo · d1 branco rainha · e1 branco rei · g1 branco cavalo · h1 branco torre | a8 preto rainha · e8 preto rei · f8 preto bispo · g8 preto cavalo · h8 preto torre · a7 preto peão · c7 preto peão · d7 preto cavalo · e7 preto peão · f7 preto peão · g7 preto peão · h7 preto peão · c4 branco peão · g4 preto bispo · d3 preto peão · f3 branco peão · a2 branco peão · b2 branco peão · d2 branco peão · e2 branco peão · h2 branco peão · a1 branco torre · b1 branco cavalo · c1 branco bispo · d1 branco rainha · e1 branco rei · g1 branco cavalo · h1 branco torre | a8 preto rainha · e8 preto rei · f8 preto bispo · g8 preto cavalo · h8 preto torre · a7 preto peão · c7 preto peão · d7 preto cavalo · e7 preto peão · f7 preto peão · g7 preto peão · h7 preto peão · c4 branco peão · g4 preto bispo · d3 preto peão · f3 branco peão · a2 branco peão · b2 branco peão · d2 branco peão · e2 branco peão · h2 branco peão · a1 branco torre · b1 branco cavalo · c1 branco bispo · d1 branco rainha · e1 branco rei · g1 branco cavalo · h1 branco torre | a8 preto rainha · e8 preto rei · f8 preto bispo · g8 preto cavalo · h8 preto torre · a7 preto peão · c7 preto peão · d7 preto cavalo · e7 preto peão · f7 preto peão · g7 preto peão · h7 preto peão · c4 branco peão · g4 preto bispo · d3 preto peão · f3 branco peão · a2 branco peão · b2 branco peão · d2 branco peão · e2 branco peão · h2 branco peão · a1 branco torre · b1 branco cavalo · c1 branco bispo · d1 branco rainha · e1 branco rei · g1 branco cavalo · h1 branco torre | a8 preto rainha · e8 preto rei · f8 preto bispo · g8 preto cavalo · h8 preto torre · a7 preto peão · c7 preto peão · d7 preto cavalo · e7 preto peão · f7 preto peão · g7 preto peão · h7 preto peão · c4 branco peão · g4 preto bispo · d3 preto peão · f3 branco peão · a2 branco peão · b2 branco peão · d2 branco peão · e2 branco peão · h2 branco peão · a1 branco torre · b1 branco cavalo · c1 branco bispo · d1 branco rainha · e1 branco rei · g1 branco cavalo · h1 branco torre | a8 preto rainha · e8 preto rei · f8 preto bispo · g8 preto cavalo · h8 preto torre · a7 preto peão · c7 preto peão · d7 preto cavalo · e7 preto peão · f7 preto peão · g7 preto peão · h7 preto peão · c4 branco peão · g4 preto bispo · d3 preto peão · f3 branco peão · a2 branco peão · b2 branco peão · d2 branco peão · e2 branco peão · h2 branco peão · a1 branco torre · b1 branco cavalo · c1 branco bispo · d1 branco rainha · e1 branco rei · g1 branco cavalo · h1 branco torre | a8 preto rainha · e8 preto rei · f8 preto bispo · g8 preto cavalo · h8 preto torre · a7 preto peão · c7 preto peão · d7 preto cavalo · e7 preto peão · f7 preto peão · g7 preto peão · h7 preto peão · c4 branco peão · g4 preto bispo · d3 preto peão · f3 branco peão · a2 branco peão · b2 branco peão · d2 branco peão · e2 branco peão · h2 branco peão · a1 branco torre · b1 branco cavalo · c1 branco bispo · d1 branco rainha · e1 branco rei · g1 branco cavalo · h1 branco torre | a8 preto rainha · e8 preto rei · f8 preto bispo · g8 preto cavalo · h8 preto torre · a7 preto peão · c7 preto peão · d7 preto cavalo · e7 preto peão · f7 preto peão · g7 preto peão · h7 preto peão · c4 branco peão · g4 preto bispo · d3 preto peão · f3 branco peão · a2 branco peão · b2 branco peão · d2 branco peão · e2 branco peão · h2 branco peão · a1 branco torre · b1 branco cavalo · c1 branco bispo · d1 branco rainha · e1 branco rei · g1 branco cavalo · h1 branco torre | 6 |
| 5 | a8 preto rainha · e8 preto rei · f8 preto bispo · g8 preto cavalo · h8 preto torre · a7 preto peão · c7 preto peão · d7 preto cavalo · e7 preto peão · f7 preto peão · g7 preto peão · h7 preto peão · c4 branco peão · g4 preto bispo · d3 preto peão · f3 branco peão · a2 branco peão · b2 branco peão · d2 branco peão · e2 branco peão · h2 branco peão · a1 branco torre · b1 branco cavalo · c1 branco bispo · d1 branco rainha · e1 branco rei · g1 branco cavalo · h1 branco torre | a8 preto rainha · e8 preto rei · f8 preto bispo · g8 preto cavalo · h8 preto torre · a7 preto peão · c7 preto peão · d7 preto cavalo · e7 preto peão · f7 preto peão · g7 preto peão · h7 preto peão · c4 branco peão · g4 preto bispo · d3 preto peão · f3 branco peão · a2 branco peão · b2 branco peão · d2 branco peão · e2 branco peão · h2 branco peão · a1 branco torre · b1 branco cavalo · c1 branco bispo · d1 branco rainha · e1 branco rei · g1 branco cavalo · h1 branco torre | a8 preto rainha · e8 preto rei · f8 preto bispo · g8 preto cavalo · h8 preto torre · a7 preto peão · c7 preto peão · d7 preto cavalo · e7 preto peão · f7 preto peão · g7 preto peão · h7 preto peão · c4 branco peão · g4 preto bispo · d3 preto peão · f3 branco peão · a2 branco peão · b2 branco peão · d2 branco peão · e2 branco peão · h2 branco peão · a1 branco torre · b1 branco cavalo · c1 branco bispo · d1 branco rainha · e1 branco rei · g1 branco cavalo · h1 branco torre | a8 preto rainha · e8 preto rei · f8 preto bispo · g8 preto cavalo · h8 preto torre · a7 preto peão · c7 preto peão · d7 preto cavalo · e7 preto peão · f7 preto peão · g7 preto peão · h7 preto peão · c4 branco peão · g4 preto bispo · d3 preto peão · f3 branco peão · a2 branco peão · b2 branco peão · d2 branco peão · e2 branco peão · h2 branco peão · a1 branco torre · b1 branco cavalo · c1 branco bispo · d1 branco rainha · e1 branco rei · g1 branco cavalo · h1 branco torre | a8 preto rainha · e8 preto rei · f8 preto bispo · g8 preto cavalo · h8 preto torre · a7 preto peão · c7 preto peão · d7 preto cavalo · e7 preto peão · f7 preto peão · g7 preto peão · h7 preto peão · c4 branco peão · g4 preto bispo · d3 preto peão · f3 branco peão · a2 branco peão · b2 branco peão · d2 branco peão · e2 branco peão · h2 branco peão · a1 branco torre · b1 branco cavalo · c1 branco bispo · d1 branco rainha · e1 branco rei · g1 branco cavalo · h1 branco torre | a8 preto rainha · e8 preto rei · f8 preto bispo · g8 preto cavalo · h8 preto torre · a7 preto peão · c7 preto peão · d7 preto cavalo · e7 preto peão · f7 preto peão · g7 preto peão · h7 preto peão · c4 branco peão · g4 preto bispo · d3 preto peão · f3 branco peão · a2 branco peão · b2 branco peão · d2 branco peão · e2 branco peão · h2 branco peão · a1 branco torre · b1 branco cavalo · c1 branco bispo · d1 branco rainha · e1 branco rei · g1 branco cavalo · h1 branco torre | a8 preto rainha · e8 preto rei · f8 preto bispo · g8 preto cavalo · h8 preto torre · a7 preto peão · c7 preto peão · d7 preto cavalo · e7 preto peão · f7 preto peão · g7 preto peão · h7 preto peão · c4 branco peão · g4 preto bispo · d3 preto peão · f3 branco peão · a2 branco peão · b2 branco peão · d2 branco peão · e2 branco peão · h2 branco peão · a1 branco torre · b1 branco cavalo · c1 branco bispo · d1 branco rainha · e1 branco rei · g1 branco cavalo · h1 branco torre | a8 preto rainha · e8 preto rei · f8 preto bispo · g8 preto cavalo · h8 preto torre · a7 preto peão · c7 preto peão · d7 preto cavalo · e7 preto peão · f7 preto peão · g7 preto peão · h7 preto peão · c4 branco peão · g4 preto bispo · d3 preto peão · f3 branco peão · a2 branco peão · b2 branco peão · d2 branco peão · e2 branco peão · h2 branco peão · a1 branco torre · b1 branco cavalo · c1 branco bispo · d1 branco rainha · e1 branco rei · g1 branco cavalo · h1 branco torre | 5 |
| 4 | a8 preto rainha · e8 preto rei · f8 preto bispo · g8 preto cavalo · h8 preto torre · a7 preto peão · c7 preto peão · d7 preto cavalo · e7 preto peão · f7 preto peão · g7 preto peão · h7 preto peão · c4 branco peão · g4 preto bispo · d3 preto peão · f3 branco peão · a2 branco peão · b2 branco peão · d2 branco peão · e2 branco peão · h2 branco peão · a1 branco torre · b1 branco cavalo · c1 branco bispo · d1 branco rainha · e1 branco rei · g1 branco cavalo · h1 branco torre | a8 preto rainha · e8 preto rei · f8 preto bispo · g8 preto cavalo · h8 preto torre · a7 preto peão · c7 preto peão · d7 preto cavalo · e7 preto peão · f7 preto peão · g7 preto peão · h7 preto peão · c4 branco peão · g4 preto bispo · d3 preto peão · f3 branco peão · a2 branco peão · b2 branco peão · d2 branco peão · e2 branco peão · h2 branco peão · a1 branco torre · b1 branco cavalo · c1 branco bispo · d1 branco rainha · e1 branco rei · g1 branco cavalo · h1 branco torre | a8 preto rainha · e8 preto rei · f8 preto bispo · g8 preto cavalo · h8 preto torre · a7 preto peão · c7 preto peão · d7 preto cavalo · e7 preto peão · f7 preto peão · g7 preto peão · h7 preto peão · c4 branco peão · g4 preto bispo · d3 preto peão · f3 branco peão · a2 branco peão · b2 branco peão · d2 branco peão · e2 branco peão · h2 branco peão · a1 branco torre · b1 branco cavalo · c1 branco bispo · d1 branco rainha · e1 branco rei · g1 branco cavalo · h1 branco torre | a8 preto rainha · e8 preto rei · f8 preto bispo · g8 preto cavalo · h8 preto torre · a7 preto peão · c7 preto peão · d7 preto cavalo · e7 preto peão · f7 preto peão · g7 preto peão · h7 preto peão · c4 branco peão · g4 preto bispo · d3 preto peão · f3 branco peão · a2 branco peão · b2 branco peão · d2 branco peão · e2 branco peão · h2 branco peão · a1 branco torre · b1 branco cavalo · c1 branco bispo · d1 branco rainha · e1 branco rei · g1 branco cavalo · h1 branco torre | a8 preto rainha · e8 preto rei · f8 preto bispo · g8 preto cavalo · h8 preto torre · a7 preto peão · c7 preto peão · d7 preto cavalo · e7 preto peão · f7 preto peão · g7 preto peão · h7 preto peão · c4 branco peão · g4 preto bispo · d3 preto peão · f3 branco peão · a2 branco peão · b2 branco peão · d2 branco peão · e2 branco peão · h2 branco peão · a1 branco torre · b1 branco cavalo · c1 branco bispo · d1 branco rainha · e1 branco rei · g1 branco cavalo · h1 branco torre | a8 preto rainha · e8 preto rei · f8 preto bispo · g8 preto cavalo · h8 preto torre · a7 preto peão · c7 preto peão · d7 preto cavalo · e7 preto peão · f7 preto peão · g7 preto peão · h7 preto peão · c4 branco peão · g4 preto bispo · d3 preto peão · f3 branco peão · a2 branco peão · b2 branco peão · d2 branco peão · e2 branco peão · h2 branco peão · a1 branco torre · b1 branco cavalo · c1 branco bispo · d1 branco rainha · e1 branco rei · g1 branco cavalo · h1 branco torre | a8 preto rainha · e8 preto rei · f8 preto bispo · g8 preto cavalo · h8 preto torre · a7 preto peão · c7 preto peão · d7 preto cavalo · e7 preto peão · f7 preto peão · g7 preto peão · h7 preto peão · c4 branco peão · g4 preto bispo · d3 preto peão · f3 branco peão · a2 branco peão · b2 branco peão · d2 branco peão · e2 branco peão · h2 branco peão · a1 branco torre · b1 branco cavalo · c1 branco bispo · d1 branco rainha · e1 branco rei · g1 branco cavalo · h1 branco torre | a8 preto rainha · e8 preto rei · f8 preto bispo · g8 preto cavalo · h8 preto torre · a7 preto peão · c7 preto peão · d7 preto cavalo · e7 preto peão · f7 preto peão · g7 preto peão · h7 preto peão · c4 branco peão · g4 preto bispo · d3 preto peão · f3 branco peão · a2 branco peão · b2 branco peão · d2 branco peão · e2 branco peão · h2 branco peão · a1 branco torre · b1 branco cavalo · c1 branco bispo · d1 branco rainha · e1 branco rei · g1 branco cavalo · h1 branco torre | 4 |
| 3 | a8 preto rainha · e8 preto rei · f8 preto bispo · g8 preto cavalo · h8 preto torre · a7 preto peão · c7 preto peão · d7 preto cavalo · e7 preto peão · f7 preto peão · g7 preto peão · h7 preto peão · c4 branco peão · g4 preto bispo · d3 preto peão · f3 branco peão · a2 branco peão · b2 branco peão · d2 branco peão · e2 branco peão · h2 branco peão · a1 branco torre · b1 branco cavalo · c1 branco bispo · d1 branco rainha · e1 branco rei · g1 branco cavalo · h1 branco torre | a8 preto rainha · e8 preto rei · f8 preto bispo · g8 preto cavalo · h8 preto torre · a7 preto peão · c7 preto peão · d7 preto cavalo · e7 preto peão · f7 preto peão · g7 preto peão · h7 preto peão · c4 branco peão · g4 preto bispo · d3 preto peão · f3 branco peão · a2 branco peão · b2 branco peão · d2 branco peão · e2 branco peão · h2 branco peão · a1 branco torre · b1 branco cavalo · c1 branco bispo · d1 branco rainha · e1 branco rei · g1 branco cavalo · h1 branco torre | a8 preto rainha · e8 preto rei · f8 preto bispo · g8 preto cavalo · h8 preto torre · a7 preto peão · c7 preto peão · d7 preto cavalo · e7 preto peão · f7 preto peão · g7 preto peão · h7 preto peão · c4 branco peão · g4 preto bispo · d3 preto peão · f3 branco peão · a2 branco peão · b2 branco peão · d2 branco peão · e2 branco peão · h2 branco peão · a1 branco torre · b1 branco cavalo · c1 branco bispo · d1 branco rainha · e1 branco rei · g1 branco cavalo · h1 branco torre | a8 preto rainha · e8 preto rei · f8 preto bispo · g8 preto cavalo · h8 preto torre · a7 preto peão · c7 preto peão · d7 preto cavalo · e7 preto peão · f7 preto peão · g7 preto peão · h7 preto peão · c4 branco peão · g4 preto bispo · d3 preto peão · f3 branco peão · a2 branco peão · b2 branco peão · d2 branco peão · e2 branco peão · h2 branco peão · a1 branco torre · b1 branco cavalo · c1 branco bispo · d1 branco rainha · e1 branco rei · g1 branco cavalo · h1 branco torre | a8 preto rainha · e8 preto rei · f8 preto bispo · g8 preto cavalo · h8 preto torre · a7 preto peão · c7 preto peão · d7 preto cavalo · e7 preto peão · f7 preto peão · g7 preto peão · h7 preto peão · c4 branco peão · g4 preto bispo · d3 preto peão · f3 branco peão · a2 branco peão · b2 branco peão · d2 branco peão · e2 branco peão · h2 branco peão · a1 branco torre · b1 branco cavalo · c1 branco bispo · d1 branco rainha · e1 branco rei · g1 branco cavalo · h1 branco torre | a8 preto rainha · e8 preto rei · f8 preto bispo · g8 preto cavalo · h8 preto torre · a7 preto peão · c7 preto peão · d7 preto cavalo · e7 preto peão · f7 preto peão · g7 preto peão · h7 preto peão · c4 branco peão · g4 preto bispo · d3 preto peão · f3 branco peão · a2 branco peão · b2 branco peão · d2 branco peão · e2 branco peão · h2 branco peão · a1 branco torre · b1 branco cavalo · c1 branco bispo · d1 branco rainha · e1 branco rei · g1 branco cavalo · h1 branco torre | a8 preto rainha · e8 preto rei · f8 preto bispo · g8 preto cavalo · h8 preto torre · a7 preto peão · c7 preto peão · d7 preto cavalo · e7 preto peão · f7 preto peão · g7 preto peão · h7 preto peão · c4 branco peão · g4 preto bispo · d3 preto peão · f3 branco peão · a2 branco peão · b2 branco peão · d2 branco peão · e2 branco peão · h2 branco peão · a1 branco torre · b1 branco cavalo · c1 branco bispo · d1 branco rainha · e1 branco rei · g1 branco cavalo · h1 branco torre | a8 preto rainha · e8 preto rei · f8 preto bispo · g8 preto cavalo · h8 preto torre · a7 preto peão · c7 preto peão · d7 preto cavalo · e7 preto peão · f7 preto peão · g7 preto peão · h7 preto peão · c4 branco peão · g4 preto bispo · d3 preto peão · f3 branco peão · a2 branco peão · b2 branco peão · d2 branco peão · e2 branco peão · h2 branco peão · a1 branco torre · b1 branco cavalo · c1 branco bispo · d1 branco rainha · e1 branco rei · g1 branco cavalo · h1 branco torre | 3 |
| 2 | a8 preto rainha · e8 preto rei · f8 preto bispo · g8 preto cavalo · h8 preto torre · a7 preto peão · c7 preto peão · d7 preto cavalo · e7 preto peão · f7 preto peão · g7 preto peão · h7 preto peão · c4 branco peão · g4 preto bispo · d3 preto peão · f3 branco peão · a2 branco peão · b2 branco peão · d2 branco peão · e2 branco peão · h2 branco peão · a1 branco torre · b1 branco cavalo · c1 branco bispo · d1 branco rainha · e1 branco rei · g1 branco cavalo · h1 branco torre | a8 preto rainha · e8 preto rei · f8 preto bispo · g8 preto cavalo · h8 preto torre · a7 preto peão · c7 preto peão · d7 preto cavalo · e7 preto peão · f7 preto peão · g7 preto peão · h7 preto peão · c4 branco peão · g4 preto bispo · d3 preto peão · f3 branco peão · a2 branco peão · b2 branco peão · d2 branco peão · e2 branco peão · h2 branco peão · a1 branco torre · b1 branco cavalo · c1 branco bispo · d1 branco rainha · e1 branco rei · g1 branco cavalo · h1 branco torre | a8 preto rainha · e8 preto rei · f8 preto bispo · g8 preto cavalo · h8 preto torre · a7 preto peão · c7 preto peão · d7 preto cavalo · e7 preto peão · f7 preto peão · g7 preto peão · h7 preto peão · c4 branco peão · g4 preto bispo · d3 preto peão · f3 branco peão · a2 branco peão · b2 branco peão · d2 branco peão · e2 branco peão · h2 branco peão · a1 branco torre · b1 branco cavalo · c1 branco bispo · d1 branco rainha · e1 branco rei · g1 branco cavalo · h1 branco torre | a8 preto rainha · e8 preto rei · f8 preto bispo · g8 preto cavalo · h8 preto torre · a7 preto peão · c7 preto peão · d7 preto cavalo · e7 preto peão · f7 preto peão · g7 preto peão · h7 preto peão · c4 branco peão · g4 preto bispo · d3 preto peão · f3 branco peão · a2 branco peão · b2 branco peão · d2 branco peão · e2 branco peão · h2 branco peão · a1 branco torre · b1 branco cavalo · c1 branco bispo · d1 branco rainha · e1 branco rei · g1 branco cavalo · h1 branco torre | a8 preto rainha · e8 preto rei · f8 preto bispo · g8 preto cavalo · h8 preto torre · a7 preto peão · c7 preto peão · d7 preto cavalo · e7 preto peão · f7 preto peão · g7 preto peão · h7 preto peão · c4 branco peão · g4 preto bispo · d3 preto peão · f3 branco peão · a2 branco peão · b2 branco peão · d2 branco peão · e2 branco peão · h2 branco peão · a1 branco torre · b1 branco cavalo · c1 branco bispo · d1 branco rainha · e1 branco rei · g1 branco cavalo · h1 branco torre | a8 preto rainha · e8 preto rei · f8 preto bispo · g8 preto cavalo · h8 preto torre · a7 preto peão · c7 preto peão · d7 preto cavalo · e7 preto peão · f7 preto peão · g7 preto peão · h7 preto peão · c4 branco peão · g4 preto bispo · d3 preto peão · f3 branco peão · a2 branco peão · b2 branco peão · d2 branco peão · e2 branco peão · h2 branco peão · a1 branco torre · b1 branco cavalo · c1 branco bispo · d1 branco rainha · e1 branco rei · g1 branco cavalo · h1 branco torre | a8 preto rainha · e8 preto rei · f8 preto bispo · g8 preto cavalo · h8 preto torre · a7 preto peão · c7 preto peão · d7 preto cavalo · e7 preto peão · f7 preto peão · g7 preto peão · h7 preto peão · c4 branco peão · g4 preto bispo · d3 preto peão · f3 branco peão · a2 branco peão · b2 branco peão · d2 branco peão · e2 branco peão · h2 branco peão · a1 branco torre · b1 branco cavalo · c1 branco bispo · d1 branco rainha · e1 branco rei · g1 branco cavalo · h1 branco torre | a8 preto rainha · e8 preto rei · f8 preto bispo · g8 preto cavalo · h8 preto torre · a7 preto peão · c7 preto peão · d7 preto cavalo · e7 preto peão · f7 preto peão · g7 preto peão · h7 preto peão · c4 branco peão · g4 preto bispo · d3 preto peão · f3 branco peão · a2 branco peão · b2 branco peão · d2 branco peão · e2 branco peão · h2 branco peão · a1 branco torre · b1 branco cavalo · c1 branco bispo · d1 branco rainha · e1 branco rei · g1 branco cavalo · h1 branco torre | 2 |
| 1 | a8 preto rainha · e8 preto rei · f8 preto bispo · g8 preto cavalo · h8 preto torre · a7 preto peão · c7 preto peão · d7 preto cavalo · e7 preto peão · f7 preto peão · g7 preto peão · h7 preto peão · c4 branco peão · g4 preto bispo · d3 preto peão · f3 branco peão · a2 branco peão · b2 branco peão · d2 branco peão · e2 branco peão · h2 branco peão · a1 branco torre · b1 branco cavalo · c1 branco bispo · d1 branco rainha · e1 branco rei · g1 branco cavalo · h1 branco torre | a8 preto rainha · e8 preto rei · f8 preto bispo · g8 preto cavalo · h8 preto torre · a7 preto peão · c7 preto peão · d7 preto cavalo · e7 preto peão · f7 preto peão · g7 preto peão · h7 preto peão · c4 branco peão · g4 preto bispo · d3 preto peão · f3 branco peão · a2 branco peão · b2 branco peão · d2 branco peão · e2 branco peão · h2 branco peão · a1 branco torre · b1 branco cavalo · c1 branco bispo · d1 branco rainha · e1 branco rei · g1 branco cavalo · h1 branco torre | a8 preto rainha · e8 preto rei · f8 preto bispo · g8 preto cavalo · h8 preto torre · a7 preto peão · c7 preto peão · d7 preto cavalo · e7 preto peão · f7 preto peão · g7 preto peão · h7 preto peão · c4 branco peão · g4 preto bispo · d3 preto peão · f3 branco peão · a2 branco peão · b2 branco peão · d2 branco peão · e2 branco peão · h2 branco peão · a1 branco torre · b1 branco cavalo · c1 branco bispo · d1 branco rainha · e1 branco rei · g1 branco cavalo · h1 branco torre | a8 preto rainha · e8 preto rei · f8 preto bispo · g8 preto cavalo · h8 preto torre · a7 preto peão · c7 preto peão · d7 preto cavalo · e7 preto peão · f7 preto peão · g7 preto peão · h7 preto peão · c4 branco peão · g4 preto bispo · d3 preto peão · f3 branco peão · a2 branco peão · b2 branco peão · d2 branco peão · e2 branco peão · h2 branco peão · a1 branco torre · b1 branco cavalo · c1 branco bispo · d1 branco rainha · e1 branco rei · g1 branco cavalo · h1 branco torre | a8 preto rainha · e8 preto rei · f8 preto bispo · g8 preto cavalo · h8 preto torre · a7 preto peão · c7 preto peão · d7 preto cavalo · e7 preto peão · f7 preto peão · g7 preto peão · h7 preto peão · c4 branco peão · g4 preto bispo · d3 preto peão · f3 branco peão · a2 branco peão · b2 branco peão · d2 branco peão · e2 branco peão · h2 branco peão · a1 branco torre · b1 branco cavalo · c1 branco bispo · d1 branco rainha · e1 branco rei · g1 branco cavalo · h1 branco torre | a8 preto rainha · e8 preto rei · f8 preto bispo · g8 preto cavalo · h8 preto torre · a7 preto peão · c7 preto peão · d7 preto cavalo · e7 preto peão · f7 preto peão · g7 preto peão · h7 preto peão · c4 branco peão · g4 preto bispo · d3 preto peão · f3 branco peão · a2 branco peão · b2 branco peão · d2 branco peão · e2 branco peão · h2 branco peão · a1 branco torre · b1 branco cavalo · c1 branco bispo · d1 branco rainha · e1 branco rei · g1 branco cavalo · h1 branco torre | a8 preto rainha · e8 preto rei · f8 preto bispo · g8 preto cavalo · h8 preto torre · a7 preto peão · c7 preto peão · d7 preto cavalo · e7 preto peão · f7 preto peão · g7 preto peão · h7 preto peão · c4 branco peão · g4 preto bispo · d3 preto peão · f3 branco peão · a2 branco peão · b2 branco peão · d2 branco peão · e2 branco peão · h2 branco peão · a1 branco torre · b1 branco cavalo · c1 branco bispo · d1 branco rainha · e1 branco rei · g1 branco cavalo · h1 branco torre | a8 preto rainha · e8 preto rei · f8 preto bispo · g8 preto cavalo · h8 preto torre · a7 preto peão · c7 preto peão · d7 preto cavalo · e7 preto peão · f7 preto peão · g7 preto peão · h7 preto peão · c4 branco peão · g4 preto bispo · d3 preto peão · f3 branco peão · a2 branco peão · b2 branco peão · d2 branco peão · e2 branco peão · h2 branco peão · a1 branco torre · b1 branco cavalo · c1 branco bispo · d1 branco rainha · e1 branco rei · g1 branco cavalo · h1 branco torre | 1 |
|   | a | b | c | d | e | f | g | h |   |

As pretas não são obrigadas a dar essas oportunidades às brancas. Em resposta ao ataque de Grob, as pretas também podem jogar 1...e5. Boas respostas também seriam 2. Bg2 (dominando a diagonal central do quadrado claro) ou 2.c4, a Variação Inglesa, preparando Cc3 para solidificar o controle das Brancas sobre d5. Depois de 1...e5, as pretas podem mirar na casa-h4, deixada fraca pelo avanço do peão branco. 2. Bg2 h5 forçará um enfraquecimento da estrutura de peões das Brancas. 2.d3 (com a intenção de responder 2...h5 com 3.g5) ou 2.h3 pode ser respondido por 2... Ce7 com a ameaça de...Cg6 seguido por... Cf4 ou... Ch4, interrompendo o fianqueto da ala de rei das brancas. 
|   | a | b | c | d | e | f | g | h |   |
| 8 | a8 preto torre · b8 preto cavalo · c8 preto bispo · d8 preto rainha · e8 preto rei · f8 preto bispo · g8 preto cavalo · h8 preto torre · a7 preto peão · b7 preto peão · f7 preto peão · g7 preto peão · h7 preto peão · c6 preto peão · d5 preto peão · e5 preto peão · g4 branco peão · h3 branco peão · a2 branco peão · b2 branco peão · c2 branco peão · d2 branco peão · e2 branco peão · f2 branco peão · g2 branco bispo · a1 branco torre · b1 branco cavalo · c1 branco bispo · d1 branco rainha · e1 branco rei · g1 branco cavalo · h1 branco torre | a8 preto torre · b8 preto cavalo · c8 preto bispo · d8 preto rainha · e8 preto rei · f8 preto bispo · g8 preto cavalo · h8 preto torre · a7 preto peão · b7 preto peão · f7 preto peão · g7 preto peão · h7 preto peão · c6 preto peão · d5 preto peão · e5 preto peão · g4 branco peão · h3 branco peão · a2 branco peão · b2 branco peão · c2 branco peão · d2 branco peão · e2 branco peão · f2 branco peão · g2 branco bispo · a1 branco torre · b1 branco cavalo · c1 branco bispo · d1 branco rainha · e1 branco rei · g1 branco cavalo · h1 branco torre | a8 preto torre · b8 preto cavalo · c8 preto bispo · d8 preto rainha · e8 preto rei · f8 preto bispo · g8 preto cavalo · h8 preto torre · a7 preto peão · b7 preto peão · f7 preto peão · g7 preto peão · h7 preto peão · c6 preto peão · d5 preto peão · e5 preto peão · g4 branco peão · h3 branco peão · a2 branco peão · b2 branco peão · c2 branco peão · d2 branco peão · e2 branco peão · f2 branco peão · g2 branco bispo · a1 branco torre · b1 branco cavalo · c1 branco bispo · d1 branco rainha · e1 branco rei · g1 branco cavalo · h1 branco torre | a8 preto torre · b8 preto cavalo · c8 preto bispo · d8 preto rainha · e8 preto rei · f8 preto bispo · g8 preto cavalo · h8 preto torre · a7 preto peão · b7 preto peão · f7 preto peão · g7 preto peão · h7 preto peão · c6 preto peão · d5 preto peão · e5 preto peão · g4 branco peão · h3 branco peão · a2 branco peão · b2 branco peão · c2 branco peão · d2 branco peão · e2 branco peão · f2 branco peão · g2 branco bispo · a1 branco torre · b1 branco cavalo · c1 branco bispo · d1 branco rainha · e1 branco rei · g1 branco cavalo · h1 branco torre | a8 preto torre · b8 preto cavalo · c8 preto bispo · d8 preto rainha · e8 preto rei · f8 preto bispo · g8 preto cavalo · h8 preto torre · a7 preto peão · b7 preto peão · f7 preto peão · g7 preto peão · h7 preto peão · c6 preto peão · d5 preto peão · e5 preto peão · g4 branco peão · h3 branco peão · a2 branco peão · b2 branco peão · c2 branco peão · d2 branco peão · e2 branco peão · f2 branco peão · g2 branco bispo · a1 branco torre · b1 branco cavalo · c1 branco bispo · d1 branco rainha · e1 branco rei · g1 branco cavalo · h1 branco torre | a8 preto torre · b8 preto cavalo · c8 preto bispo · d8 preto rainha · e8 preto rei · f8 preto bispo · g8 preto cavalo · h8 preto torre · a7 preto peão · b7 preto peão · f7 preto peão · g7 preto peão · h7 preto peão · c6 preto peão · d5 preto peão · e5 preto peão · g4 branco peão · h3 branco peão · a2 branco peão · b2 branco peão · c2 branco peão · d2 branco peão · e2 branco peão · f2 branco peão · g2 branco bispo · a1 branco torre · b1 branco cavalo · c1 branco bispo · d1 branco rainha · e1 branco rei · g1 branco cavalo · h1 branco torre | a8 preto torre · b8 preto cavalo · c8 preto bispo · d8 preto rainha · e8 preto rei · f8 preto bispo · g8 preto cavalo · h8 preto torre · a7 preto peão · b7 preto peão · f7 preto peão · g7 preto peão · h7 preto peão · c6 preto peão · d5 preto peão · e5 preto peão · g4 branco peão · h3 branco peão · a2 branco peão · b2 branco peão · c2 branco peão · d2 branco peão · e2 branco peão · f2 branco peão · g2 branco bispo · a1 branco torre · b1 branco cavalo · c1 branco bispo · d1 branco rainha · e1 branco rei · g1 branco cavalo · h1 branco torre | a8 preto torre · b8 preto cavalo · c8 preto bispo · d8 preto rainha · e8 preto rei · f8 preto bispo · g8 preto cavalo · h8 preto torre · a7 preto peão · b7 preto peão · f7 preto peão · g7 preto peão · h7 preto peão · c6 preto peão · d5 preto peão · e5 preto peão · g4 branco peão · h3 branco peão · a2 branco peão · b2 branco peão · c2 branco peão · d2 branco peão · e2 branco peão · f2 branco peão · g2 branco bispo · a1 branco torre · b1 branco cavalo · c1 branco bispo · d1 branco rainha · e1 branco rei · g1 branco cavalo · h1 branco torre | 8 |
| 7 | a8 preto torre · b8 preto cavalo · c8 preto bispo · d8 preto rainha · e8 preto rei · f8 preto bispo · g8 preto cavalo · h8 preto torre · a7 preto peão · b7 preto peão · f7 preto peão · g7 preto peão · h7 preto peão · c6 preto peão · d5 preto peão · e5 preto peão · g4 branco peão · h3 branco peão · a2 branco peão · b2 branco peão · c2 branco peão · d2 branco peão · e2 branco peão · f2 branco peão · g2 branco bispo · a1 branco torre · b1 branco cavalo · c1 branco bispo · d1 branco rainha · e1 branco rei · g1 branco cavalo · h1 branco torre | a8 preto torre · b8 preto cavalo · c8 preto bispo · d8 preto rainha · e8 preto rei · f8 preto bispo · g8 preto cavalo · h8 preto torre · a7 preto peão · b7 preto peão · f7 preto peão · g7 preto peão · h7 preto peão · c6 preto peão · d5 preto peão · e5 preto peão · g4 branco peão · h3 branco peão · a2 branco peão · b2 branco peão · c2 branco peão · d2 branco peão · e2 branco peão · f2 branco peão · g2 branco bispo · a1 branco torre · b1 branco cavalo · c1 branco bispo · d1 branco rainha · e1 branco rei · g1 branco cavalo · h1 branco torre | a8 preto torre · b8 preto cavalo · c8 preto bispo · d8 preto rainha · e8 preto rei · f8 preto bispo · g8 preto cavalo · h8 preto torre · a7 preto peão · b7 preto peão · f7 preto peão · g7 preto peão · h7 preto peão · c6 preto peão · d5 preto peão · e5 preto peão · g4 branco peão · h3 branco peão · a2 branco peão · b2 branco peão · c2 branco peão · d2 branco peão · e2 branco peão · f2 branco peão · g2 branco bispo · a1 branco torre · b1 branco cavalo · c1 branco bispo · d1 branco rainha · e1 branco rei · g1 branco cavalo · h1 branco torre | a8 preto torre · b8 preto cavalo · c8 preto bispo · d8 preto rainha · e8 preto rei · f8 preto bispo · g8 preto cavalo · h8 preto torre · a7 preto peão · b7 preto peão · f7 preto peão · g7 preto peão · h7 preto peão · c6 preto peão · d5 preto peão · e5 preto peão · g4 branco peão · h3 branco peão · a2 branco peão · b2 branco peão · c2 branco peão · d2 branco peão · e2 branco peão · f2 branco peão · g2 branco bispo · a1 branco torre · b1 branco cavalo · c1 branco bispo · d1 branco rainha · e1 branco rei · g1 branco cavalo · h1 branco torre | a8 preto torre · b8 preto cavalo · c8 preto bispo · d8 preto rainha · e8 preto rei · f8 preto bispo · g8 preto cavalo · h8 preto torre · a7 preto peão · b7 preto peão · f7 preto peão · g7 preto peão · h7 preto peão · c6 preto peão · d5 preto peão · e5 preto peão · g4 branco peão · h3 branco peão · a2 branco peão · b2 branco peão · c2 branco peão · d2 branco peão · e2 branco peão · f2 branco peão · g2 branco bispo · a1 branco torre · b1 branco cavalo · c1 branco bispo · d1 branco rainha · e1 branco rei · g1 branco cavalo · h1 branco torre | a8 preto torre · b8 preto cavalo · c8 preto bispo · d8 preto rainha · e8 preto rei · f8 preto bispo · g8 preto cavalo · h8 preto torre · a7 preto peão · b7 preto peão · f7 preto peão · g7 preto peão · h7 preto peão · c6 preto peão · d5 preto peão · e5 preto peão · g4 branco peão · h3 branco peão · a2 branco peão · b2 branco peão · c2 branco peão · d2 branco peão · e2 branco peão · f2 branco peão · g2 branco bispo · a1 branco torre · b1 branco cavalo · c1 branco bispo · d1 branco rainha · e1 branco rei · g1 branco cavalo · h1 branco torre | a8 preto torre · b8 preto cavalo · c8 preto bispo · d8 preto rainha · e8 preto rei · f8 preto bispo · g8 preto cavalo · h8 preto torre · a7 preto peão · b7 preto peão · f7 preto peão · g7 preto peão · h7 preto peão · c6 preto peão · d5 preto peão · e5 preto peão · g4 branco peão · h3 branco peão · a2 branco peão · b2 branco peão · c2 branco peão · d2 branco peão · e2 branco peão · f2 branco peão · g2 branco bispo · a1 branco torre · b1 branco cavalo · c1 branco bispo · d1 branco rainha · e1 branco rei · g1 branco cavalo · h1 branco torre | a8 preto torre · b8 preto cavalo · c8 preto bispo · d8 preto rainha · e8 preto rei · f8 preto bispo · g8 preto cavalo · h8 preto torre · a7 preto peão · b7 preto peão · f7 preto peão · g7 preto peão · h7 preto peão · c6 preto peão · d5 preto peão · e5 preto peão · g4 branco peão · h3 branco peão · a2 branco peão · b2 branco peão · c2 branco peão · d2 branco peão · e2 branco peão · f2 branco peão · g2 branco bispo · a1 branco torre · b1 branco cavalo · c1 branco bispo · d1 branco rainha · e1 branco rei · g1 branco cavalo · h1 branco torre | 7 |
| 6 | a8 preto torre · b8 preto cavalo · c8 preto bispo · d8 preto rainha · e8 preto rei · f8 preto bispo · g8 preto cavalo · h8 preto torre · a7 preto peão · b7 preto peão · f7 preto peão · g7 preto peão · h7 preto peão · c6 preto peão · d5 preto peão · e5 preto peão · g4 branco peão · h3 branco peão · a2 branco peão · b2 branco peão · c2 branco peão · d2 branco peão · e2 branco peão · f2 branco peão · g2 branco bispo · a1 branco torre · b1 branco cavalo · c1 branco bispo · d1 branco rainha · e1 branco rei · g1 branco cavalo · h1 branco torre | a8 preto torre · b8 preto cavalo · c8 preto bispo · d8 preto rainha · e8 preto rei · f8 preto bispo · g8 preto cavalo · h8 preto torre · a7 preto peão · b7 preto peão · f7 preto peão · g7 preto peão · h7 preto peão · c6 preto peão · d5 preto peão · e5 preto peão · g4 branco peão · h3 branco peão · a2 branco peão · b2 branco peão · c2 branco peão · d2 branco peão · e2 branco peão · f2 branco peão · g2 branco bispo · a1 branco torre · b1 branco cavalo · c1 branco bispo · d1 branco rainha · e1 branco rei · g1 branco cavalo · h1 branco torre | a8 preto torre · b8 preto cavalo · c8 preto bispo · d8 preto rainha · e8 preto rei · f8 preto bispo · g8 preto cavalo · h8 preto torre · a7 preto peão · b7 preto peão · f7 preto peão · g7 preto peão · h7 preto peão · c6 preto peão · d5 preto peão · e5 preto peão · g4 branco peão · h3 branco peão · a2 branco peão · b2 branco peão · c2 branco peão · d2 branco peão · e2 branco peão · f2 branco peão · g2 branco bispo · a1 branco torre · b1 branco cavalo · c1 branco bispo · d1 branco rainha · e1 branco rei · g1 branco cavalo · h1 branco torre | a8 preto torre · b8 preto cavalo · c8 preto bispo · d8 preto rainha · e8 preto rei · f8 preto bispo · g8 preto cavalo · h8 preto torre · a7 preto peão · b7 preto peão · f7 preto peão · g7 preto peão · h7 preto peão · c6 preto peão · d5 preto peão · e5 preto peão · g4 branco peão · h3 branco peão · a2 branco peão · b2 branco peão · c2 branco peão · d2 branco peão · e2 branco peão · f2 branco peão · g2 branco bispo · a1 branco torre · b1 branco cavalo · c1 branco bispo · d1 branco rainha · e1 branco rei · g1 branco cavalo · h1 branco torre | a8 preto torre · b8 preto cavalo · c8 preto bispo · d8 preto rainha · e8 preto rei · f8 preto bispo · g8 preto cavalo · h8 preto torre · a7 preto peão · b7 preto peão · f7 preto peão · g7 preto peão · h7 preto peão · c6 preto peão · d5 preto peão · e5 preto peão · g4 branco peão · h3 branco peão · a2 branco peão · b2 branco peão · c2 branco peão · d2 branco peão · e2 branco peão · f2 branco peão · g2 branco bispo · a1 branco torre · b1 branco cavalo · c1 branco bispo · d1 branco rainha · e1 branco rei · g1 branco cavalo · h1 branco torre | a8 preto torre · b8 preto cavalo · c8 preto bispo · d8 preto rainha · e8 preto rei · f8 preto bispo · g8 preto cavalo · h8 preto torre · a7 preto peão · b7 preto peão · f7 preto peão · g7 preto peão · h7 preto peão · c6 preto peão · d5 preto peão · e5 preto peão · g4 branco peão · h3 branco peão · a2 branco peão · b2 branco peão · c2 branco peão · d2 branco peão · e2 branco peão · f2 branco peão · g2 branco bispo · a1 branco torre · b1 branco cavalo · c1 branco bispo · d1 branco rainha · e1 branco rei · g1 branco cavalo · h1 branco torre | a8 preto torre · b8 preto cavalo · c8 preto bispo · d8 preto rainha · e8 preto rei · f8 preto bispo · g8 preto cavalo · h8 preto torre · a7 preto peão · b7 preto peão · f7 preto peão · g7 preto peão · h7 preto peão · c6 preto peão · d5 preto peão · e5 preto peão · g4 branco peão · h3 branco peão · a2 branco peão · b2 branco peão · c2 branco peão · d2 branco peão · e2 branco peão · f2 branco peão · g2 branco bispo · a1 branco torre · b1 branco cavalo · c1 branco bispo · d1 branco rainha · e1 branco rei · g1 branco cavalo · h1 branco torre | a8 preto torre · b8 preto cavalo · c8 preto bispo · d8 preto rainha · e8 preto rei · f8 preto bispo · g8 preto cavalo · h8 preto torre · a7 preto peão · b7 preto peão · f7 preto peão · g7 preto peão · h7 preto peão · c6 preto peão · d5 preto peão · e5 preto peão · g4 branco peão · h3 branco peão · a2 branco peão · b2 branco peão · c2 branco peão · d2 branco peão · e2 branco peão · f2 branco peão · g2 branco bispo · a1 branco torre · b1 branco cavalo · c1 branco bispo · d1 branco rainha · e1 branco rei · g1 branco cavalo · h1 branco torre | 6 |
| 5 | a8 preto torre · b8 preto cavalo · c8 preto bispo · d8 preto rainha · e8 preto rei · f8 preto bispo · g8 preto cavalo · h8 preto torre · a7 preto peão · b7 preto peão · f7 preto peão · g7 preto peão · h7 preto peão · c6 preto peão · d5 preto peão · e5 preto peão · g4 branco peão · h3 branco peão · a2 branco peão · b2 branco peão · c2 branco peão · d2 branco peão · e2 branco peão · f2 branco peão · g2 branco bispo · a1 branco torre · b1 branco cavalo · c1 branco bispo · d1 branco rainha · e1 branco rei · g1 branco cavalo · h1 branco torre | a8 preto torre · b8 preto cavalo · c8 preto bispo · d8 preto rainha · e8 preto rei · f8 preto bispo · g8 preto cavalo · h8 preto torre · a7 preto peão · b7 preto peão · f7 preto peão · g7 preto peão · h7 preto peão · c6 preto peão · d5 preto peão · e5 preto peão · g4 branco peão · h3 branco peão · a2 branco peão · b2 branco peão · c2 branco peão · d2 branco peão · e2 branco peão · f2 branco peão · g2 branco bispo · a1 branco torre · b1 branco cavalo · c1 branco bispo · d1 branco rainha · e1 branco rei · g1 branco cavalo · h1 branco torre | a8 preto torre · b8 preto cavalo · c8 preto bispo · d8 preto rainha · e8 preto rei · f8 preto bispo · g8 preto cavalo · h8 preto torre · a7 preto peão · b7 preto peão · f7 preto peão · g7 preto peão · h7 preto peão · c6 preto peão · d5 preto peão · e5 preto peão · g4 branco peão · h3 branco peão · a2 branco peão · b2 branco peão · c2 branco peão · d2 branco peão · e2 branco peão · f2 branco peão · g2 branco bispo · a1 branco torre · b1 branco cavalo · c1 branco bispo · d1 branco rainha · e1 branco rei · g1 branco cavalo · h1 branco torre | a8 preto torre · b8 preto cavalo · c8 preto bispo · d8 preto rainha · e8 preto rei · f8 preto bispo · g8 preto cavalo · h8 preto torre · a7 preto peão · b7 preto peão · f7 preto peão · g7 preto peão · h7 preto peão · c6 preto peão · d5 preto peão · e5 preto peão · g4 branco peão · h3 branco peão · a2 branco peão · b2 branco peão · c2 branco peão · d2 branco peão · e2 branco peão · f2 branco peão · g2 branco bispo · a1 branco torre · b1 branco cavalo · c1 branco bispo · d1 branco rainha · e1 branco rei · g1 branco cavalo · h1 branco torre | a8 preto torre · b8 preto cavalo · c8 preto bispo · d8 preto rainha · e8 preto rei · f8 preto bispo · g8 preto cavalo · h8 preto torre · a7 preto peão · b7 preto peão · f7 preto peão · g7 preto peão · h7 preto peão · c6 preto peão · d5 preto peão · e5 preto peão · g4 branco peão · h3 branco peão · a2 branco peão · b2 branco peão · c2 branco peão · d2 branco peão · e2 branco peão · f2 branco peão · g2 branco bispo · a1 branco torre · b1 branco cavalo · c1 branco bispo · d1 branco rainha · e1 branco rei · g1 branco cavalo · h1 branco torre | a8 preto torre · b8 preto cavalo · c8 preto bispo · d8 preto rainha · e8 preto rei · f8 preto bispo · g8 preto cavalo · h8 preto torre · a7 preto peão · b7 preto peão · f7 preto peão · g7 preto peão · h7 preto peão · c6 preto peão · d5 preto peão · e5 preto peão · g4 branco peão · h3 branco peão · a2 branco peão · b2 branco peão · c2 branco peão · d2 branco peão · e2 branco peão · f2 branco peão · g2 branco bispo · a1 branco torre · b1 branco cavalo · c1 branco bispo · d1 branco rainha · e1 branco rei · g1 branco cavalo · h1 branco torre | a8 preto torre · b8 preto cavalo · c8 preto bispo · d8 preto rainha · e8 preto rei · f8 preto bispo · g8 preto cavalo · h8 preto torre · a7 preto peão · b7 preto peão · f7 preto peão · g7 preto peão · h7 preto peão · c6 preto peão · d5 preto peão · e5 preto peão · g4 branco peão · h3 branco peão · a2 branco peão · b2 branco peão · c2 branco peão · d2 branco peão · e2 branco peão · f2 branco peão · g2 branco bispo · a1 branco torre · b1 branco cavalo · c1 branco bispo · d1 branco rainha · e1 branco rei · g1 branco cavalo · h1 branco torre | a8 preto torre · b8 preto cavalo · c8 preto bispo · d8 preto rainha · e8 preto rei · f8 preto bispo · g8 preto cavalo · h8 preto torre · a7 preto peão · b7 preto peão · f7 preto peão · g7 preto peão · h7 preto peão · c6 preto peão · d5 preto peão · e5 preto peão · g4 branco peão · h3 branco peão · a2 branco peão · b2 branco peão · c2 branco peão · d2 branco peão · e2 branco peão · f2 branco peão · g2 branco bispo · a1 branco torre · b1 branco cavalo · c1 branco bispo · d1 branco rainha · e1 branco rei · g1 branco cavalo · h1 branco torre | 5 |
| 4 | a8 preto torre · b8 preto cavalo · c8 preto bispo · d8 preto rainha · e8 preto rei · f8 preto bispo · g8 preto cavalo · h8 preto torre · a7 preto peão · b7 preto peão · f7 preto peão · g7 preto peão · h7 preto peão · c6 preto peão · d5 preto peão · e5 preto peão · g4 branco peão · h3 branco peão · a2 branco peão · b2 branco peão · c2 branco peão · d2 branco peão · e2 branco peão · f2 branco peão · g2 branco bispo · a1 branco torre · b1 branco cavalo · c1 branco bispo · d1 branco rainha · e1 branco rei · g1 branco cavalo · h1 branco torre | a8 preto torre · b8 preto cavalo · c8 preto bispo · d8 preto rainha · e8 preto rei · f8 preto bispo · g8 preto cavalo · h8 preto torre · a7 preto peão · b7 preto peão · f7 preto peão · g7 preto peão · h7 preto peão · c6 preto peão · d5 preto peão · e5 preto peão · g4 branco peão · h3 branco peão · a2 branco peão · b2 branco peão · c2 branco peão · d2 branco peão · e2 branco peão · f2 branco peão · g2 branco bispo · a1 branco torre · b1 branco cavalo · c1 branco bispo · d1 branco rainha · e1 branco rei · g1 branco cavalo · h1 branco torre | a8 preto torre · b8 preto cavalo · c8 preto bispo · d8 preto rainha · e8 preto rei · f8 preto bispo · g8 preto cavalo · h8 preto torre · a7 preto peão · b7 preto peão · f7 preto peão · g7 preto peão · h7 preto peão · c6 preto peão · d5 preto peão · e5 preto peão · g4 branco peão · h3 branco peão · a2 branco peão · b2 branco peão · c2 branco peão · d2 branco peão · e2 branco peão · f2 branco peão · g2 branco bispo · a1 branco torre · b1 branco cavalo · c1 branco bispo · d1 branco rainha · e1 branco rei · g1 branco cavalo · h1 branco torre | a8 preto torre · b8 preto cavalo · c8 preto bispo · d8 preto rainha · e8 preto rei · f8 preto bispo · g8 preto cavalo · h8 preto torre · a7 preto peão · b7 preto peão · f7 preto peão · g7 preto peão · h7 preto peão · c6 preto peão · d5 preto peão · e5 preto peão · g4 branco peão · h3 branco peão · a2 branco peão · b2 branco peão · c2 branco peão · d2 branco peão · e2 branco peão · f2 branco peão · g2 branco bispo · a1 branco torre · b1 branco cavalo · c1 branco bispo · d1 branco rainha · e1 branco rei · g1 branco cavalo · h1 branco torre | a8 preto torre · b8 preto cavalo · c8 preto bispo · d8 preto rainha · e8 preto rei · f8 preto bispo · g8 preto cavalo · h8 preto torre · a7 preto peão · b7 preto peão · f7 preto peão · g7 preto peão · h7 preto peão · c6 preto peão · d5 preto peão · e5 preto peão · g4 branco peão · h3 branco peão · a2 branco peão · b2 branco peão · c2 branco peão · d2 branco peão · e2 branco peão · f2 branco peão · g2 branco bispo · a1 branco torre · b1 branco cavalo · c1 branco bispo · d1 branco rainha · e1 branco rei · g1 branco cavalo · h1 branco torre | a8 preto torre · b8 preto cavalo · c8 preto bispo · d8 preto rainha · e8 preto rei · f8 preto bispo · g8 preto cavalo · h8 preto torre · a7 preto peão · b7 preto peão · f7 preto peão · g7 preto peão · h7 preto peão · c6 preto peão · d5 preto peão · e5 preto peão · g4 branco peão · h3 branco peão · a2 branco peão · b2 branco peão · c2 branco peão · d2 branco peão · e2 branco peão · f2 branco peão · g2 branco bispo · a1 branco torre · b1 branco cavalo · c1 branco bispo · d1 branco rainha · e1 branco rei · g1 branco cavalo · h1 branco torre | a8 preto torre · b8 preto cavalo · c8 preto bispo · d8 preto rainha · e8 preto rei · f8 preto bispo · g8 preto cavalo · h8 preto torre · a7 preto peão · b7 preto peão · f7 preto peão · g7 preto peão · h7 preto peão · c6 preto peão · d5 preto peão · e5 preto peão · g4 branco peão · h3 branco peão · a2 branco peão · b2 branco peão · c2 branco peão · d2 branco peão · e2 branco peão · f2 branco peão · g2 branco bispo · a1 branco torre · b1 branco cavalo · c1 branco bispo · d1 branco rainha · e1 branco rei · g1 branco cavalo · h1 branco torre | a8 preto torre · b8 preto cavalo · c8 preto bispo · d8 preto rainha · e8 preto rei · f8 preto bispo · g8 preto cavalo · h8 preto torre · a7 preto peão · b7 preto peão · f7 preto peão · g7 preto peão · h7 preto peão · c6 preto peão · d5 preto peão · e5 preto peão · g4 branco peão · h3 branco peão · a2 branco peão · b2 branco peão · c2 branco peão · d2 branco peão · e2 branco peão · f2 branco peão · g2 branco bispo · a1 branco torre · b1 branco cavalo · c1 branco bispo · d1 branco rainha · e1 branco rei · g1 branco cavalo · h1 branco torre | 4 |
| 3 | a8 preto torre · b8 preto cavalo · c8 preto bispo · d8 preto rainha · e8 preto rei · f8 preto bispo · g8 preto cavalo · h8 preto torre · a7 preto peão · b7 preto peão · f7 preto peão · g7 preto peão · h7 preto peão · c6 preto peão · d5 preto peão · e5 preto peão · g4 branco peão · h3 branco peão · a2 branco peão · b2 branco peão · c2 branco peão · d2 branco peão · e2 branco peão · f2 branco peão · g2 branco bispo · a1 branco torre · b1 branco cavalo · c1 branco bispo · d1 branco rainha · e1 branco rei · g1 branco cavalo · h1 branco torre | a8 preto torre · b8 preto cavalo · c8 preto bispo · d8 preto rainha · e8 preto rei · f8 preto bispo · g8 preto cavalo · h8 preto torre · a7 preto peão · b7 preto peão · f7 preto peão · g7 preto peão · h7 preto peão · c6 preto peão · d5 preto peão · e5 preto peão · g4 branco peão · h3 branco peão · a2 branco peão · b2 branco peão · c2 branco peão · d2 branco peão · e2 branco peão · f2 branco peão · g2 branco bispo · a1 branco torre · b1 branco cavalo · c1 branco bispo · d1 branco rainha · e1 branco rei · g1 branco cavalo · h1 branco torre | a8 preto torre · b8 preto cavalo · c8 preto bispo · d8 preto rainha · e8 preto rei · f8 preto bispo · g8 preto cavalo · h8 preto torre · a7 preto peão · b7 preto peão · f7 preto peão · g7 preto peão · h7 preto peão · c6 preto peão · d5 preto peão · e5 preto peão · g4 branco peão · h3 branco peão · a2 branco peão · b2 branco peão · c2 branco peão · d2 branco peão · e2 branco peão · f2 branco peão · g2 branco bispo · a1 branco torre · b1 branco cavalo · c1 branco bispo · d1 branco rainha · e1 branco rei · g1 branco cavalo · h1 branco torre | a8 preto torre · b8 preto cavalo · c8 preto bispo · d8 preto rainha · e8 preto rei · f8 preto bispo · g8 preto cavalo · h8 preto torre · a7 preto peão · b7 preto peão · f7 preto peão · g7 preto peão · h7 preto peão · c6 preto peão · d5 preto peão · e5 preto peão · g4 branco peão · h3 branco peão · a2 branco peão · b2 branco peão · c2 branco peão · d2 branco peão · e2 branco peão · f2 branco peão · g2 branco bispo · a1 branco torre · b1 branco cavalo · c1 branco bispo · d1 branco rainha · e1 branco rei · g1 branco cavalo · h1 branco torre | a8 preto torre · b8 preto cavalo · c8 preto bispo · d8 preto rainha · e8 preto rei · f8 preto bispo · g8 preto cavalo · h8 preto torre · a7 preto peão · b7 preto peão · f7 preto peão · g7 preto peão · h7 preto peão · c6 preto peão · d5 preto peão · e5 preto peão · g4 branco peão · h3 branco peão · a2 branco peão · b2 branco peão · c2 branco peão · d2 branco peão · e2 branco peão · f2 branco peão · g2 branco bispo · a1 branco torre · b1 branco cavalo · c1 branco bispo · d1 branco rainha · e1 branco rei · g1 branco cavalo · h1 branco torre | a8 preto torre · b8 preto cavalo · c8 preto bispo · d8 preto rainha · e8 preto rei · f8 preto bispo · g8 preto cavalo · h8 preto torre · a7 preto peão · b7 preto peão · f7 preto peão · g7 preto peão · h7 preto peão · c6 preto peão · d5 preto peão · e5 preto peão · g4 branco peão · h3 branco peão · a2 branco peão · b2 branco peão · c2 branco peão · d2 branco peão · e2 branco peão · f2 branco peão · g2 branco bispo · a1 branco torre · b1 branco cavalo · c1 branco bispo · d1 branco rainha · e1 branco rei · g1 branco cavalo · h1 branco torre | a8 preto torre · b8 preto cavalo · c8 preto bispo · d8 preto rainha · e8 preto rei · f8 preto bispo · g8 preto cavalo · h8 preto torre · a7 preto peão · b7 preto peão · f7 preto peão · g7 preto peão · h7 preto peão · c6 preto peão · d5 preto peão · e5 preto peão · g4 branco peão · h3 branco peão · a2 branco peão · b2 branco peão · c2 branco peão · d2 branco peão · e2 branco peão · f2 branco peão · g2 branco bispo · a1 branco torre · b1 branco cavalo · c1 branco bispo · d1 branco rainha · e1 branco rei · g1 branco cavalo · h1 branco torre | a8 preto torre · b8 preto cavalo · c8 preto bispo · d8 preto rainha · e8 preto rei · f8 preto bispo · g8 preto cavalo · h8 preto torre · a7 preto peão · b7 preto peão · f7 preto peão · g7 preto peão · h7 preto peão · c6 preto peão · d5 preto peão · e5 preto peão · g4 branco peão · h3 branco peão · a2 branco peão · b2 branco peão · c2 branco peão · d2 branco peão · e2 branco peão · f2 branco peão · g2 branco bispo · a1 branco torre · b1 branco cavalo · c1 branco bispo · d1 branco rainha · e1 branco rei · g1 branco cavalo · h1 branco torre | 3 |
| 2 | a8 preto torre · b8 preto cavalo · c8 preto bispo · d8 preto rainha · e8 preto rei · f8 preto bispo · g8 preto cavalo · h8 preto torre · a7 preto peão · b7 preto peão · f7 preto peão · g7 preto peão · h7 preto peão · c6 preto peão · d5 preto peão · e5 preto peão · g4 branco peão · h3 branco peão · a2 branco peão · b2 branco peão · c2 branco peão · d2 branco peão · e2 branco peão · f2 branco peão · g2 branco bispo · a1 branco torre · b1 branco cavalo · c1 branco bispo · d1 branco rainha · e1 branco rei · g1 branco cavalo · h1 branco torre | a8 preto torre · b8 preto cavalo · c8 preto bispo · d8 preto rainha · e8 preto rei · f8 preto bispo · g8 preto cavalo · h8 preto torre · a7 preto peão · b7 preto peão · f7 preto peão · g7 preto peão · h7 preto peão · c6 preto peão · d5 preto peão · e5 preto peão · g4 branco peão · h3 branco peão · a2 branco peão · b2 branco peão · c2 branco peão · d2 branco peão · e2 branco peão · f2 branco peão · g2 branco bispo · a1 branco torre · b1 branco cavalo · c1 branco bispo · d1 branco rainha · e1 branco rei · g1 branco cavalo · h1 branco torre | a8 preto torre · b8 preto cavalo · c8 preto bispo · d8 preto rainha · e8 preto rei · f8 preto bispo · g8 preto cavalo · h8 preto torre · a7 preto peão · b7 preto peão · f7 preto peão · g7 preto peão · h7 preto peão · c6 preto peão · d5 preto peão · e5 preto peão · g4 branco peão · h3 branco peão · a2 branco peão · b2 branco peão · c2 branco peão · d2 branco peão · e2 branco peão · f2 branco peão · g2 branco bispo · a1 branco torre · b1 branco cavalo · c1 branco bispo · d1 branco rainha · e1 branco rei · g1 branco cavalo · h1 branco torre | a8 preto torre · b8 preto cavalo · c8 preto bispo · d8 preto rainha · e8 preto rei · f8 preto bispo · g8 preto cavalo · h8 preto torre · a7 preto peão · b7 preto peão · f7 preto peão · g7 preto peão · h7 preto peão · c6 preto peão · d5 preto peão · e5 preto peão · g4 branco peão · h3 branco peão · a2 branco peão · b2 branco peão · c2 branco peão · d2 branco peão · e2 branco peão · f2 branco peão · g2 branco bispo · a1 branco torre · b1 branco cavalo · c1 branco bispo · d1 branco rainha · e1 branco rei · g1 branco cavalo · h1 branco torre | a8 preto torre · b8 preto cavalo · c8 preto bispo · d8 preto rainha · e8 preto rei · f8 preto bispo · g8 preto cavalo · h8 preto torre · a7 preto peão · b7 preto peão · f7 preto peão · g7 preto peão · h7 preto peão · c6 preto peão · d5 preto peão · e5 preto peão · g4 branco peão · h3 branco peão · a2 branco peão · b2 branco peão · c2 branco peão · d2 branco peão · e2 branco peão · f2 branco peão · g2 branco bispo · a1 branco torre · b1 branco cavalo · c1 branco bispo · d1 branco rainha · e1 branco rei · g1 branco cavalo · h1 branco torre | a8 preto torre · b8 preto cavalo · c8 preto bispo · d8 preto rainha · e8 preto rei · f8 preto bispo · g8 preto cavalo · h8 preto torre · a7 preto peão · b7 preto peão · f7 preto peão · g7 preto peão · h7 preto peão · c6 preto peão · d5 preto peão · e5 preto peão · g4 branco peão · h3 branco peão · a2 branco peão · b2 branco peão · c2 branco peão · d2 branco peão · e2 branco peão · f2 branco peão · g2 branco bispo · a1 branco torre · b1 branco cavalo · c1 branco bispo · d1 branco rainha · e1 branco rei · g1 branco cavalo · h1 branco torre | a8 preto torre · b8 preto cavalo · c8 preto bispo · d8 preto rainha · e8 preto rei · f8 preto bispo · g8 preto cavalo · h8 preto torre · a7 preto peão · b7 preto peão · f7 preto peão · g7 preto peão · h7 preto peão · c6 preto peão · d5 preto peão · e5 preto peão · g4 branco peão · h3 branco peão · a2 branco peão · b2 branco peão · c2 branco peão · d2 branco peão · e2 branco peão · f2 branco peão · g2 branco bispo · a1 branco torre · b1 branco cavalo · c1 branco bispo · d1 branco rainha · e1 branco rei · g1 branco cavalo · h1 branco torre | a8 preto torre · b8 preto cavalo · c8 preto bispo · d8 preto rainha · e8 preto rei · f8 preto bispo · g8 preto cavalo · h8 preto torre · a7 preto peão · b7 preto peão · f7 preto peão · g7 preto peão · h7 preto peão · c6 preto peão · d5 preto peão · e5 preto peão · g4 branco peão · h3 branco peão · a2 branco peão · b2 branco peão · c2 branco peão · d2 branco peão · e2 branco peão · f2 branco peão · g2 branco bispo · a1 branco torre · b1 branco cavalo · c1 branco bispo · d1 branco rainha · e1 branco rei · g1 branco cavalo · h1 branco torre | 2 |
| 1 | a8 preto torre · b8 preto cavalo · c8 preto bispo · d8 preto rainha · e8 preto rei · f8 preto bispo · g8 preto cavalo · h8 preto torre · a7 preto peão · b7 preto peão · f7 preto peão · g7 preto peão · h7 preto peão · c6 preto peão · d5 preto peão · e5 preto peão · g4 branco peão · h3 branco peão · a2 branco peão · b2 branco peão · c2 branco peão · d2 branco peão · e2 branco peão · f2 branco peão · g2 branco bispo · a1 branco torre · b1 branco cavalo · c1 branco bispo · d1 branco rainha · e1 branco rei · g1 branco cavalo · h1 branco torre | a8 preto torre · b8 preto cavalo · c8 preto bispo · d8 preto rainha · e8 preto rei · f8 preto bispo · g8 preto cavalo · h8 preto torre · a7 preto peão · b7 preto peão · f7 preto peão · g7 preto peão · h7 preto peão · c6 preto peão · d5 preto peão · e5 preto peão · g4 branco peão · h3 branco peão · a2 branco peão · b2 branco peão · c2 branco peão · d2 branco peão · e2 branco peão · f2 branco peão · g2 branco bispo · a1 branco torre · b1 branco cavalo · c1 branco bispo · d1 branco rainha · e1 branco rei · g1 branco cavalo · h1 branco torre | a8 preto torre · b8 preto cavalo · c8 preto bispo · d8 preto rainha · e8 preto rei · f8 preto bispo · g8 preto cavalo · h8 preto torre · a7 preto peão · b7 preto peão · f7 preto peão · g7 preto peão · h7 preto peão · c6 preto peão · d5 preto peão · e5 preto peão · g4 branco peão · h3 branco peão · a2 branco peão · b2 branco peão · c2 branco peão · d2 branco peão · e2 branco peão · f2 branco peão · g2 branco bispo · a1 branco torre · b1 branco cavalo · c1 branco bispo · d1 branco rainha · e1 branco rei · g1 branco cavalo · h1 branco torre | a8 preto torre · b8 preto cavalo · c8 preto bispo · d8 preto rainha · e8 preto rei · f8 preto bispo · g8 preto cavalo · h8 preto torre · a7 preto peão · b7 preto peão · f7 preto peão · g7 preto peão · h7 preto peão · c6 preto peão · d5 preto peão · e5 preto peão · g4 branco peão · h3 branco peão · a2 branco peão · b2 branco peão · c2 branco peão · d2 branco peão · e2 branco peão · f2 branco peão · g2 branco bispo · a1 branco torre · b1 branco cavalo · c1 branco bispo · d1 branco rainha · e1 branco rei · g1 branco cavalo · h1 branco torre | a8 preto torre · b8 preto cavalo · c8 preto bispo · d8 preto rainha · e8 preto rei · f8 preto bispo · g8 preto cavalo · h8 preto torre · a7 preto peão · b7 preto peão · f7 preto peão · g7 preto peão · h7 preto peão · c6 preto peão · d5 preto peão · e5 preto peão · g4 branco peão · h3 branco peão · a2 branco peão · b2 branco peão · c2 branco peão · d2 branco peão · e2 branco peão · f2 branco peão · g2 branco bispo · a1 branco torre · b1 branco cavalo · c1 branco bispo · d1 branco rainha · e1 branco rei · g1 branco cavalo · h1 branco torre | a8 preto torre · b8 preto cavalo · c8 preto bispo · d8 preto rainha · e8 preto rei · f8 preto bispo · g8 preto cavalo · h8 preto torre · a7 preto peão · b7 preto peão · f7 preto peão · g7 preto peão · h7 preto peão · c6 preto peão · d5 preto peão · e5 preto peão · g4 branco peão · h3 branco peão · a2 branco peão · b2 branco peão · c2 branco peão · d2 branco peão · e2 branco peão · f2 branco peão · g2 branco bispo · a1 branco torre · b1 branco cavalo · c1 branco bispo · d1 branco rainha · e1 branco rei · g1 branco cavalo · h1 branco torre | a8 preto torre · b8 preto cavalo · c8 preto bispo · d8 preto rainha · e8 preto rei · f8 preto bispo · g8 preto cavalo · h8 preto torre · a7 preto peão · b7 preto peão · f7 preto peão · g7 preto peão · h7 preto peão · c6 preto peão · d5 preto peão · e5 preto peão · g4 branco peão · h3 branco peão · a2 branco peão · b2 branco peão · c2 branco peão · d2 branco peão · e2 branco peão · f2 branco peão · g2 branco bispo · a1 branco torre · b1 branco cavalo · c1 branco bispo · d1 branco rainha · e1 branco rei · g1 branco cavalo · h1 branco torre | a8 preto torre · b8 preto cavalo · c8 preto bispo · d8 preto rainha · e8 preto rei · f8 preto bispo · g8 preto cavalo · h8 preto torre · a7 preto peão · b7 preto peão · f7 preto peão · g7 preto peão · h7 preto peão · c6 preto peão · d5 preto peão · e5 preto peão · g4 branco peão · h3 branco peão · a2 branco peão · b2 branco peão · c2 branco peão · d2 branco peão · e2 branco peão · f2 branco peão · g2 branco bispo · a1 branco torre · b1 branco cavalo · c1 branco bispo · d1 branco rainha · e1 branco rei · g1 branco cavalo · h1 branco torre | 1 |
|   | a | b | c | d | e | f | g | h |   |

Outra configuração frequentemente usada para Branco no Grob é 1.g4, 2.h3 e 3. Bg2. Uma configuração de contra-ataque preta pode ser 1...d5, 2...e5 e 3...c6 (esses movimentos podem ser executados em qualquer ordem), que, se usado em conjunto com um eventual...e4, nega a influência do bispo do rei branco sobre o centro.
Um elemento-chave da Grob é posicionar o bispo do rei em g2 e fazer com que ele controle a diagonal. Para atingir esse objetivo, as brancas devem manter o centro livre de peões. Isso leva a frequentes "rasgos no centro", com c4 sendo frequentemente o terceiro movimento das brancas.

Devido à estrutura incomum de peões que as brancas obtêm ao jogar g4 e c4 tão cedo no jogo, frequentemente há pouca vantagem em fazer roque. O jogo geralmente se transforma em um jogo selvagem e aberto, com uma vantagem definitiva geralmente se resolvendo nos primeiros 20 movimentos.

## Defesa Borg
O preto respondendo a qualquer movimento de abertura do branco com 1...g5 é chamado de "Defesa Borg", Borg sendo a grafia inversa de Grob. Se jogado especificamente em resposta a 1.e4, também é chamado de Defesa Basman, em homenagem a Michael Basman.